# حسن مجتبی
ابومحمد حسن بن علی بن ابی‌طالب هاشمی قریشی (به عربی: أَبُو مُحَمَّدٍ الْحَسَنُ بْنُ عَلِيِّ بْنِ أَبِي طَالِبٍ الْهَاشِمِيُّ الْقُرَشِيُّ)؛ ۱۵ رمضان ۳ هجری قمری / ۲۹ فوریهٔ ۶۲۵ میلادی – ۷ یا ۲۸ صفر ۵۰ هجری قمری / ۵ یا ۲۶ مارس ۶۷۰ میلادی) او پنجمین و آخرین خلیفه از خلفای راشدین و امام دوم شیعیان است و جدِّ مادری سلسلهٔ امامان شیعهٔ دوازده‌امامی از محمد باقر تا حجت بن الحسن و نیز امامان اسماعیلیه به‌شمار می‌رود. او فرزندِ علی بن ابی‌طالب و فاطمه زهرا و نوهٔ محمد بن عبدالله، پیامبر اسلام، است. مسلمانان و به‌ویژه شیعیان از وی با عنوان امام حسن مجتبی یاد می‌کنند. کُنیهٔ وی ابومحمّد است. او از اهل بیت و نیز آل کسا به‌شمار می‌آید. از دیدگاه برخی از اهل سنت همچون ابن کثیر و ابن حجر.
هفت سال آغازین زندگی حسن هم‌زمان با حیات پدربزرگش، محمّد، بود. گفته‌هایی از محمّد نقل شده است که نشان از علاقه‌اش به حسن و برادرش، حسین، دارد؛ مانند: «حسن و حسین سرور جوانان اهل بهشتند». مهم‌ترین رویداد روزگار کودکی حسن شرکت در رویداد مباهله و نامیده شدن به عبارت «ابناءَنا» در آیهٔ مباهله است. در دوران خلافت علی بن ابی‌طالب، حسن در رکاب پدرش بود و او را در جنگ‌ها همراهی می‌کرد. مفسران شیعه و سنی در شأن نزول آیات دیگری چون آیهٔ اطعام، آیهٔ تطهیر و آیهٔ مودت؛ گزارش‌هایی را نقل کرده‌اند.
پس از کشته‌شدن علی بن ابی‌طالب، جمع زیادی از مسلمانان در کوفه با حسن به‌عنوان خلیفه بیعت کردند. سپس، وی مکاتباتی با معاویة بن ابی‌سفیان داشت و او را به تبعیت از خود فراخواند اما در نهایت پس از چند ماه، معاویه با سپاهی به عراق لشکر کشید. در این زمان حسن موفق نشد سپاه بزرگی فراهم آورد و حتی برخی فرماندهان سپاهش از جمله عبیدالله بن عباس با رشوه به معاویه پیوستند. خود حسن که در مدائن بود مورد حملهٔ جمعی از مخالفانش قرار گرفت و مجروح شد. نهایتاً، وی پس از شش ماه حکومت، مجبور به صلح با معاویه شد. به این ترتیب خلافت با شرایطی به معاویه منتقل شد. در خصوص دلایل و شرایط صلح بین مورخان و متکلمان مسلمان اختلاف زیادی وجود دارد. حسن پس از صلح و دست کشیدن از خلافت، به مدینه بازگشت و در این مدت سفرهایی بین حجاز و شام داشت. عدم پایبندیِ معاویه به عهدنامه و برخی عزل و نصب‌ها و رفتارهای وی، سبب می‌شد تا حسن از عملکرد و رفتارهای وی انتقاد نماید. حسن، کمی بعد و به نقل مشهور در ۲۸ صفر ۵۰ ه‍.ق درگذشت. او وصیت کرد تا در مسجدالنبی و در کنار جدش محمد دفن شود اما با ممانعت‌هایی در بقیع دفن شد. ویلفرد مادلونگ می‌نویسد که منابع اولیه قریب به اتفاق، علت درگذشت حسن را مسمومیت می‌دانند. منابع عمدتاً جعده، همسر حسن مجتبی، را عامل قتل می‌دانند و برخی، به‌خصوص منابع شیعه، معاویه را عامل تحریک‌کننده در وقوع آن ذکر کرده‌اند.
متکلمان معتزلی که با توجه به مبانی اعتقادات خود، معاویه را در مقام امام به‌رسمیت نمی‌شناختند، با دلایلی بیان کرده‌اند که حسن بن علی پس از صلح، بر مقام امامت خویش باقی بوده است. در برابر این رویکرد، متکلمان اهل سنت که خلافت معاویه را دارای رسمیت می‌دانستند، صلح حسن بن علی را کناره‌گیری وی از مقام امامت در نظر گرفته‌اند و معاویه را در مقام خلیفه به‌رسمیت شناخته‌اند. شیعه بر این اعتقاد است که امامت حسن بن علی بنا بر نص از سوی پیامبر و علی بن ابی‌طالب است و ضمن تأیید صلح وی، کناره‌گیری‌اش از مقام سیاسی را آسیب‌زننده به مقام امامت وی نمی‌دانند و او تا پایان زندگی و انتقال امامت به حسین بن علی، امام مفترض‌الطاعه بوده است. شیعه معتقد است که امامت حسن بن علی به اختیار مردم نبوده است و اصولاً امامت از طریق بیعت با فرد دیگر یا کناره‌گیری خودخواستهٔ امام، به فرد دیگری انتقال نمی‌یابد. آنچنانکه قاضی نعمان، متکلم اسماعیلی، بر این باور بوده است.

## پیش‌زمینه

### زمینهٔ تاریخی

دوران خلفا
گسترش قلمرو اسلام در زمان محمد، ۶۲۲–۶۳۲
گسترش قلمرو اسلام در زمان خلفای راشدین، ۶۳۲–۶۶۱
گسترش قلمرو اسلام در زمان خلفای اموی، ۶۶۱–۷۵۰

محمّد، پیامبر اسلام، با عقد میثاق مدینه در سال ۱ ه‍.ق/۶۲۲ م، با ایجاد یک اُمَّت، حکومت اسلامی را تأسیس کرد. با درگذشت محمّد در سال ۱۱ ه‍.ق/۶۳۲ م، بر سر رهبری امّت اختلاف به وجود آمد. درحالی‌که علی به‌همراه جمعی از بنی‌هاشم و گروهی از صحابهٔ محمد مشغول خاکسپاری‌اش بودند، گروهی دیگر از صحابه دربارهٔ جانشین محمد به بحث و جدل پرداختند. نتیجهٔ این بحث و جدل‌ها، انتخاب ابوبکر به جانشینی محمد، و با عنوان «خلیفه» بود. طرفداران علی قائل بودند که علی توسط شخصِ محمد به جانشینی منصوب شده است و بنابراین مقام خلافت باید از آنِ وی باشد. برپایهٔ این اختلاف تاریخی، اهل سنت معتقدند محمد جانشینی برای خود برنگزید، حال آنکه شیعیان معتقدند وی علی را به جانشینی منصوب کرد. بدین ترتیب، نهادِ خلافت پدید آمد که در خارج از جهان اسلام معادلی ندارد. خلیفه از منزلت رهبری و حق گزینشِ زمامداران برخوردار بود. انتصاب به خلافت نوعی قرارداد بود که تعهدات متقابلی را بین خلیفه و اتباع وی پدید می‌آورْد. فرمانروایان حکومت جدید که تحت عنوان خلافت راشدین شناخته می‌شوند، به‌ترتیب ابوبکر (حک. ۱۱–۱۳ ه‍.ق/۶۳۲–۶۳۴ م)، عُمَر بن خَطّاب (حک. ۱۳–۲۳ ه‍.ق/۶۳۴–۶۴۴ م)، عُثمان بن عَفّان (حک. ۲۳–۳۵ ه‍.ق/۶۴۴–۶۵۶ م) و علی بن ابی‌طالب (حک. ۳۵–۴۰ ه‍.ق/۶۵۶–۶۶۱ م) بودند.
به‌نوشتهٔ ویلفرد مادلونگ از اسلام‌شناسان مسیحی، عثمان به بنی‌امیه که قوم و خویشش بودند بیش از حد امتیاز می‌داد. این موضوع و مسائل دیگر، خشم مردم در مناطق مختلفِ حکومت اسلامی را در سال ۳۱ ه‍.ق/۶۵۰–۶۵۱ م برانگیخت و منجر به نخستین دوره از جنگ‌های داخلی امت اسلامی از ۳۵ تا ۴۱ ه‍.ق/۶۵۶–۶۶۱ م شد که به فتنه اول شهرت یافت. این جنگ‌ها با شورش علیه عثمان و کشته شدن وی آغاز شد و شش ماه پس از کشته شدن علی، با صلح حسن و معاویه پایان یافت. علی با دو نیروی مخالف مجزا مواجه شد: گروهی به رهبری عایشه، طلحه، و زبیر در مکه که خواهان برگزاری شورای خلافت برای تعیین خلیفه بودند و گروهی دیگر به رهبری معاویه در شام که انتقام خون عثمان را خواستار بودند. چهار ماه پس از خلافت، علی در جمل گروه اول را شکست داد؛ اما نبرد صفین با معاویه به لحاظ نظامی بی‌نتیجه خاتمه یافت و در پی آن حکمیت به لحاظ سیاسی ضد علی تمام شد. سپس در سال ۳۸ هجری بخشی از سپاه علی، موسوم به خوارج، که قبول حکمیت توسط وی را بدعت می‌دانستند بر او شوریدند. علی در نهروان آنان را شکست داد. او سرانجام در مسجد کوفه به ضرب شمشیر یکی از خوارج به نام ابن ملجم مرادی کشته شد و در خارج شهر کوفه دفن شد. در سال ۴۱ ه‍.ق/۶۶۱ م، مُعاویه قلمروی اسلامی را به‌چنگ آورده و حکومتِ آن را به خلافت اُمَوی تبدیل کرد. وی و جانشینانش شدیدترین فشارها را بر خاندان علی و حامیان و شیعیانشان وارد کردند. دشنام به علی تبدیل به امری ضروری در نماز جماعت شد و به مدت ۶۰ سال ادامه یافت.

## تبار
حسن، فرزند علی بن ابی‌طالب، پسرعموی پیامبر اسلام و فاطمه زهرا، دختر پیامبر اسلام است که هردو از خاندان بنی‌هاشم و از قبیلهٔ قُرَیْش‌اند. بنی‌هاشم از خاندان‌های برجسته و نژاده در مکّه بود. مدت کمی پس از هجرت، پیامبر اسلام به علی بن ابی‌طالب گفت که خداوند به وی فرمان داده است که دخترش، فاطمهٔ زهرا را به ازدواج وی درآورد. به‌نوشتهٔ ویلفرد مادلونگ، خانواده‌ای که از این ازدواج تشکیل شد، مکرراً از سوی پیامبر اسلام ستایش می‌شد و در واقعه‌هایی مانند رویداد مُباهِله و حدیث آل عبا از این خانواده به‌عنوان اهل بیت یاد کرده است. در قرآن نیز در موارد متعددی مانند آیهٔ تَطهیر، از اهل بیت به بزرگی یاد شده است. (ر.ک. حسن در قرآن و حدیث)

## سرگذشت

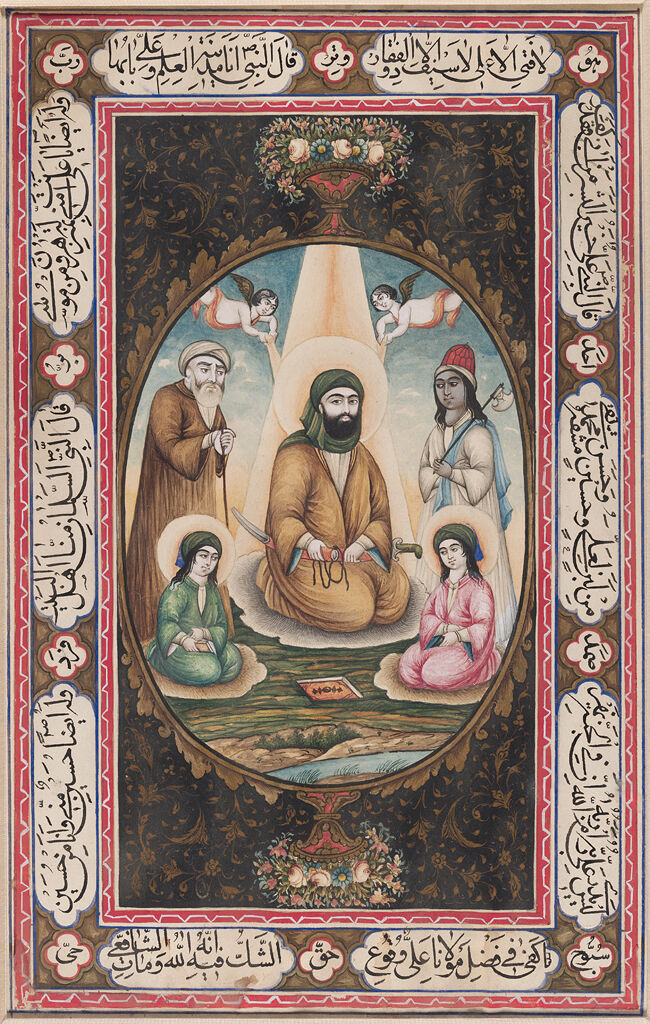
تابلوی نقاشی متعلق به قرن نوزدهم میلادی که در آن علی بن ابی‌طالب در مرکز و حسن و حسین در طرفین او و فرشتگان در اطراف آن‌ها حضور دارند. در حاشیهٔ تصویر، احادیثی از محمد در فضیلت علی، حسن و حسین و نیز یک دو بیتی از شافعی نوشته شده است.

### نام
نام او «حَسَن» صفتی به‌معنای «خوبی و نیکوئی» است. بنا به برخی روایات اهل سنت، علی مایل بود نام وی را «حَمزه»، «جَعفَر» یا «حَرْب» بگذارد، اما محمد، اسم حسن را بر وی گذاشت. به روایت ابن‌بابویه، محدث شیعه، علی درحالی‌که گفت پیش از پیامبر اقدام به نام‌گذاری نمی‌کند اما اعلام کرد که نام «حرب» را می‌پسندد. پیامبر او را حسن نام نهاد. در برخی احادیث، نام‌گذاری حسن به الهامی الهی نسبت داده شده و نیز گفته شده که نام‌های «حسن» و «حسین»، دو نام بهشتی هستند که پیش از اسلام میان اعراب وجود نداشته است. برخی از نام‌های او که پیامبر بر وی نهاد، با نام حسین وجه مشترک دارد، مانند اینکه نام «حسن» هم‌سنگ نام «شَبَّر» یا در روایاتی «جُهْر» — نامِ قرینِ «شُبَیْر» — پسر هارون است؛ یا سَیِّدُ شَبابِ أهلِ‌الْجَنَّة که این نام سبب شهرت عام وی به «سیّد» نیز شده است.

#### القاب
کنیهٔ او تقریباً در همهٔ منابع اسلامی «ابومحمّد» ذکر شده است؛ تنها خصیبی، از محدثان شیعه، کنیهٔ «ابوالقاسم» را نیز آورده و بر این باور است که «ابومحمد» کنیهٔ عامِ حسن و «ابوالقاسم» کنیهٔ وی نزد یاران خاص و شیعیانش است. نام‌ها و الفاظ دوگانه‌ای که پیامبر برای حسن و حسین — مانند حَسَنَیْن، شبر و شبیر، سرور جوانان بهشت، سِبطان و رَیْحانَتان — به‌کار می‌بُرد، نشان‌دهندهٔ نوعی رابطهٔ مکمل‌گونه میان حسن و حسین است؛ در کتاب ألقابُ الرَّسولِ و عِترَتِه القاب مشترک حسنین مانند سِبط رسول‌الله، رَیحانَةُ نبیّ‌الله، سَیِّدُ شَبابِ أهلِ‌الْجَنَّة، قُرَّةُ عَیْنِ الْبَتول، عالِم، مُلهَمُ الْحَقّ و قائِدُ الْخَلق آمده است. نام‌ها و لقب‌هایی جداگانه مانند سبطِ اکبر، سبطِ اول، سبطِ نبی و ریحانهٔ نبی نیز برای حسن کاربرد دارد. «مُجتَبیٰ» از دیگر نام‌هایی است که پیامبر بر وی نهاد؛ این نام در نزد شیعیان بسیار مشهور است. مجتبی اسم مفعول از «جَبا یَجْبو» و به‌معنای برگزیده است؛ شهرت این نام چنان است که گاه در منابعی مانند مصباح المتهجد شیخ طوسی و الفضائل شاذان بن جبرئیل، علی بن ابی‌طالب با کنیهٔ «ابوالحسن المجتبی» خوانده شده است. نکتهٔ جالب توجه آن است که پیشتر این نام از سوی پیامبر به علی بن ابی‌طالب اطلاق شده بود، اما کاربرد گستردهٔ آن برای حسن چنان بود که اطلاقش بر علی بن ابی‌طالب را تحت‌الشعاع قرار داد. به‌گفتهٔ ابن ابی‌الثلج از تاریخ‌دانان مسلمان، أمیر، حُجَّة، کَفیّ، سِبط و وَلیّ از القاب اختصاصی حسن هستند. دیگر القاب ذکرشده برای حسن، وزیر، قائم، طیِّب، أمین، بَرّ و زاهد هستند. ابن طلحه شافعی، تقیّ را مشهورترین لقب حسن و سَیِّد را ارجمندترین آن‌ها می‌داند. القابی دیگر هم برای حسن آورده‌اند که از آن میان، علاوه بر مجتبی، زکیّ و تقیّ کاربرد بسیار دارند و کریم اهل بیت در نزد شیعه بسیار مشهور است. ابن شهرآشوب نیز القابی دیگر به‌صورت «سبط اول، امام ثانی، مقتدی ثالث، ذکر رابع و مُباهِلِ خامس» آورده است. حسن را گاهی «امام مسموم» یاد کرده‌اند که اشاره به کشته شدن او با سم دارد.

### تولد و دوران کودکی
بنابر نقل مشهور در منابع اسلامی، حسن مجتبی در ۱۵ رمضان سال سوم ه‍.ق برابر با ۲۹ فوریهٔ ۶۲۵ م و به نقلی دیگر در سال دوم ه‍.ق در مدینه به‌دنیا آمد. پیامبر اسلام پس از اطلاع از تولدِ وی، به خانهٔ فاطمه وارد شد و در گوش حسن اذان گفت؛ و هفت روز پس از ولادتش، گوسفندی قربانی نمود. فاطمه زهرا نیز در هنگام تولد حسن و حسین، موهای سرشان را تراشید و به‌میزانِ وزن‌شان نقره صدقه داد.
به نوشته دانشنامهٔ اسلام حسن تنها هفت سال اول عمرش را با پدربزرگش گذراند، اما بعضی از سخنان و اعمال وی را به‌یاد داشت. از جمله اینکه پیامبر به او نماز آموخت و همچنین لحظه‌ای که پیامبر خرمای صدقهای را از دهانش خارج کرد و توضیح داد که صدقه برای اهل بیتش جایز نیست.
حسن مجتبی در روایات شبیه‌ترین شخص از لحاظ چهره به پیامبر اسلام دانسته شده است. روایات اهل سنت و شیعه نشان‌دهندهٔ علاقهٔ پیامبر به حسنین است
روایات بسیاری به نشستنِ حسن و حسین بر دوش پیامبر پرداخته‌اند؛ مانند روایت طولانی شدن سجدهٔ پیامبر در نماز به‌خاطر آویختنِ حسنین از گردن او که در منابع سنی و شیعه آمده است. نیز اینکه پیامبر در حال سخنرانی دید که حسن زمین‌خورد و از منبر پایین آمد تا آن‌دو را در آغوش بگیرد. همچنین از حدیثی نام می‌برند که پیامبر در آن حسن و حسین را سرور جوانان اهل بهشت می‌نامد هر چند مروان بن حکم بر سر صحت این حدیث بحث و مجادله داشت. نیز می‌توان به زمانی اشاره کرد که پیامبر، علی و فاطمه و حسن و حسین را زیر عبای خود گرفت و آنان را اهل بیت نامیده و بیان داشت که اینها از هرگونه گناه و آلودگی پاک هستند. این سخن به حدیث کسا مشهور شده است.
بنا بر روایتی از پیامبر در اَلْاَمالیِ شیخ صَدوق و فَرائِدُ السِّمْطَیْنِ جُوِیْنی رویکرد آشتی‌جویانه حسن و صلح او، تعیین‌کنندهٔ آیندهٔ جامعهٔ اسلامی دانسته شده است.

#### مباهله
از وقایع سیاسیِ مربوط به دوران کودکی حسن مجتبی، رویداد مباهله است. به واسطه دیدار هیئتی از مسیحیان نَجران در سال ۶۳۲–۶۳۱ که عقاید اسلام را دربارهٔ عیسی قبول نداشتند آیه مباهله نازل شد: «هر کس پس از علمی که به تو رسید، در این مورد [درباره عیسی] با تو مجادله کرد، بگو ما پسران خود و شما پسران خود را، ما زنان خود و شما زنان خود را، ما جان‌های خود و شما جان‌های خود را بخوانیم و سپس مباهله کنیم. و لعنت خدا را برای دروغگویان طلب کنیم».
در خلال این مراسم محمد حسن، حسین، علی و فاطمه را در زیر عبای خود جمع کرد و بنا بر منابع شیعی و برخی منابع اهل سنت آنها را اهل بیت خود نامید.
به تصدیق این گزارشها مباهله انجام نشد زیرا مسیحیان خود را از انجام آن معذور داشتند.

#### بیعت رضوان
یکی دیگر از وقایع سیاسی زندگی حسن بن علی، بیعت با محمد در واقعهٔ بیعت رضوان بود. بر اساس ادعای منابعی چون اَلْاِرشادِ شیخ مفید، تنها کودکانی که در این واقعه با محمد بیعت کردند، حسن و حسین بودند. این بیعت درحالی انجام شد که حسن کمتر از شش سال سن داشت. با این وجود بر اساس روایتی از جعفر صادق، علاوه بر حسن و حسین، عبدالله بن جعفر و عبدالله بن عباس نیز از کودکانی بودند که در این واقعه بیعت نمودند.

### دوران خلافت ابوبکر، عمر و عثمان

نسخه‌ای خطی از یک طلسم یا حرز شیعی مربوط به دورهٔ قاجاریه در ایران که علی بن ابی‌طالب را در کنار دو فرزندش حسن و حسین ترسیم کرده است. از آن‌جایی که در طلسم از تصاویر معصومین استفاده نمی‌شود، این نسخهٔ خطی به احتمال بسیارْ یک حرز یا بلاگردان بوده است. این نسخه اکنون در مالکیت کتابخانهٔ ملی کنگرهٔ آمریکا قرار دارد.

با درگذشت پیامبر اسلام، شرایط ویژه‌ای در زندگی حسن مجتبی آغاز شد که در ماجراهای سقیفه و پس از آن فدک و رویدادهای مربوط به آن‌ها نمود یافت. روایات دربارهٔ این دوره از زندگی حسن زیاد نیست؛ اما در همین روایاتِ اندک، حضور اجتماعیِ او قابل توجه است. طبق برخی روایات دربارهٔ ماجرای فدک که در منابع شیعه منعکس شده است، فاطمه زهرا حسنین را به‌عنوان شاهدانی برای شهادت به درستی گفته‌هایش در برابر ابوبکر حاضر کرد. حسن در این دوران به خلفای وقت (ابوبکر و عمر) اعتراضاتی را مطرح، و آنان را در غصب جایگاه پدرش شماتت می‌کرد. دیگر حضور اجتماعیِ مهمِ حسن مجتبی، حضور وی به‌عنوان شاهد در شورای شش نفرهٔ تعیین خلیفهٔ پس از عمر و به‌درخواست عمر است که به عقیده حاج‌منوچهری اهمیت بسیار زیادی دارد و نشان‌دهندهٔ جایگاه اجتماعیِ حسن مجتبی به‌عنوان یکی از اهل بیت و نیز شخصیت فردیَش نزد مهاجرین و انصار است. مرتضی عاملی از تاریخ‌دانان شیعه، دلیل و اهمیت حضور حسن در شورا را از دیدگاه حسن، همچون دلیل حضور پدرش علی دانسته که اعتراض به تعارض در گفتارِ عمر دربارهٔ عدم جمع شدنِ نبوت و خلافت در یک خاندان و دعوت از وی برای شوراست. او برای دلیل حضور حسن از دید عمر نیز، به محق بودنِ حسن مجتبی برای مشارکت‌های سیاسی اشاره دارد.
در دورهٔ خلافت عثمان گزارش‌هایی از حضورِ حسن مجتبی در سپاهِ مسلمانان برای نبردهای طبرستان و مناطق داخلی ایران در سال ۳۰ ه‍.ق/۶۵۱ م وجود دارد، اما در صحت آن‌ها تردید است. ابن اسفندیار تاریخ‌دان مسلمان، روایت می‌کند که حسن مجتبی در زمان خلافت عمر به‌همراه عبدالله بن عمر و لشکری از کوفیان، در لشکرکشی به سمت آمل در طبرستان حضور داشته است. ویلفِرِد مادِلُونگ بر این باور است که علی بن ابی‌طالب احتمالاً می‌خواسته است که حسن مجتبی را در سن جوانی با امور جنگی آشنا کند و به تجربیات جنگی‌اش بیفزاید. بعضی محققان شیعه مانند قُرَشی و حسینی، این گزارش‌ها را پذیرفته‌اند و در توجیه آن‌ها مطالبی گفته‌اند، اما مرتضی عاملی با توجه به اختلافات دربارهٔ فتوحات دورهٔ خلفای راشدین، ماجرا را مورد تردید دانسته و دلایلی در عدم صحت آن‌ها آورده است. به‌گفتهٔ مادلونگ در ایرانیکا، در قضیهٔ اجرای حد شرعی بر روی ولید بن عُقبَه به‌علت شُربِ خَمر در زمان عثمان، وقتی علی به حسن گفت که زدنِ چهل ضربه شلاق را برعهده بگیرد، حسن نپذیرفت. علی حسن را سرزنش کرده و این کار را به برادرزاده‌اش، عبدالله بن جعفر سپرد.
یکی از مهم‌ترین رویدادهای این دوران، اعتراضِ دسته‌هایی از مسلمانان به عملکرد عثمان در خلافت بود. رفتارِ عثمان در مدینه و معاویه، کارگزارش در دمشق، در به‌کارگماریِ نزدیکان در مناصب دولتی و برقراری مقرری‌های هنگفت و مال‌اندوزی و اسراف و بی‌پرواییِ بعضی شخصیت‌های سیاسی در برابر احکام پیامبر، سبب اعتراض عمومی شد و کسانی مانند ابوذر غِفاری به مخالفت با عثمان برخاستند. در ماجرای مخالفت ابوذر، حسن مجتبی به‌عنوان مدافعِ حق از ابوذر دفاع می‌کرد. طبق گزارش منابع، در هنگام تبعید ابوذر به رَبَذه، با وجود ممنوعیتِ صحبت با ابوذر از سوی حکومت، حسن مجتبی همراه پدرش به بدرقهٔ او رفتند که سبب درگیری میان ایشان با عثمان شد. تشدید مخالفت‌ها با عثمان، سبب حملهٔ معترضان به خانهٔ وی شد؛ در این میان، علی بن ابی‌طالب، حسنین را برای دفاع به خانهٔ عثمان فرستاد و آنان به‌همراه فرزندانِ دیگر صحابهٔ نامدارِ پیامبر، مانند عبدالله بن زبیر و عبدالله بن عمر، در هنگام محاصرهٔ عثمان، در دفاع از وی شرکت داشته‌اند. به‌فرمان عثمان، حسن مجتبی در روزِ آخرِ محاصره، شمشیر و ابزارآلاتِ جنگی را کنار گذاشت. به‌گفتهٔ بَلاذُری، حسن مجتبی در این جریان، اندکی زخمی شد. اما مرتضی عاملی به این روایت با دید تردید نگریسته و از گزارش‌های فراوانی یاد می‌کند که عثمان، قبل از هرگونه تهاجمی علیهش، حسن را مرخص کرده یا اساساً کمک او را نپذیرفته است. به‌اعتقاد مادلونگ، حسن مکرراً از پدرش علی به‌خاطر این که بیشتر از این‌ها در دفاع از عثمان مشارکت نداشته، انتقاد می‌کرد. اما حدیث‌شناس شیعه، عبدالحسین امینی، این موضوع را به‌خاطر عدم شرکتِ هیچ‌یک از صحابهٔ پیامبر در دفاع از عثمان، بعید دانسته است. باقر شریف قرشی، این گزارش را ساختهٔ امویان می‌داند و دلیل آن را عدم حمایتِ هیچ شخصیت دیگری جز امویان و آنان که از حمایت از عثمان سود می‌بردند، می‌شمرد. از سوی دیگر مرتضی عاملی با وجود بیان برخی جزئیات مورد مناقشه، اما اصل ماجرا را قابل توجیه می‌داند و دلیل آن را غیرقابل دفاع دانستنِ شیوهٔ مخالفان عثمان بیان می‌کند که جامعهٔ اسلامی را با مشکل مواجه می‌کرد.

### دوران خلافت علی بن ابی‌طالب

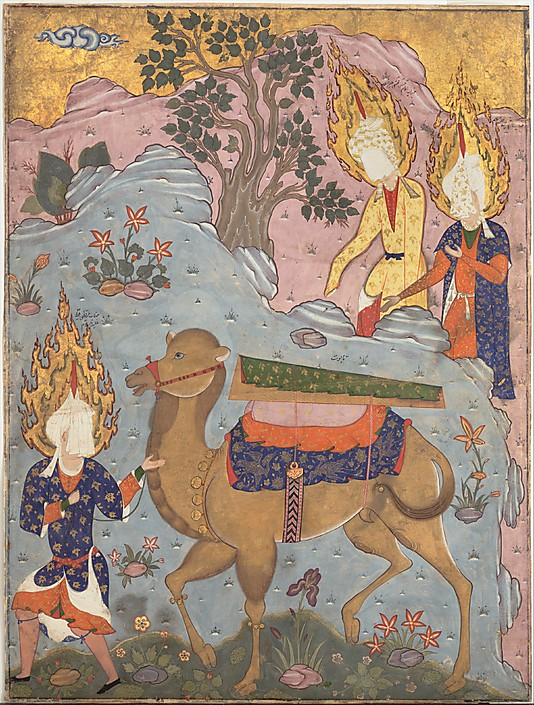
نگاره‌ای از ماجرای حمل تابوت علی بن ابی‌طالب بر شتر و همراهی حسن و حسین برای مراسم دفن مخفیانه

حاج‌منوچهری، از محققان شیعه، می‌گوید پس از قتلِ عثمان و در ماجرای بیعتِ مردمی با علی بن ابی‌طالب، حسن نقش مهمی در این بیعت داشت. او در دوران خلافتِ پدر، وی را همیشه یاری می‌کرد. از مهم‌ترین نقش‌های حسن در این دوران، نمایندگیَش از سوی پدرش و به‌همراه یک گروه چهار نفره ازجمله عمار یاسر، جهت برکناری ابوموسی اشعری از امارت کوفه در جنگ جمل است. بر اساس همین گزارش، علی بن ابی‌طالب در جنگ جمل، حسن را بر جناح راست و حسین را بر جناح چپِ سپاه نهاد. حسن در نبرد جمل در پاسخ خطبهٔ عبدالله بن زبیر، خطبه‌ای در دفاع از علی بن ابی‌طالب ایراد کرد. از مهم‌ترین اقدامات حسن در جنگ صفین، همراه کردنِ برخی از شخصیت‌هایی بود که در جمل حاضر نشده و از سوی علی مورد نکوهش واقع شده بودند. رفتار حسن در برابر این دست افراد همچون سلیمان بن صُرَد خُزاعی، نشان‌دهندهٔ همراهیِ پدرش و اطاعت از اوست. در جریان نبرد صفین، معاویه سعی در تطمیع حسن داشت و عبیدالله بن عمر را فرستاد تا به حسن پیشنهاد دهد علی بن ابی‌طالب را از خلافت برکنار کند و خود خلیفه شود که با پاسخ منفی حسن روبه‌رو شد. به گزارش ابن عبدالبر، تاریخ‌نگار اندلسی، حسن در صفین فرماندهیِ قلبِ سپاه را برعهده داشت و پس از ماجرای حَکَمیت و نتیجهٔ آن و اعتراض و ملامتِ مردم نسبت به علی بن ابی‌طالب، در خطبه‌ای از شورای حکمیت، افراد و نحوهٔ عملکرد آن قاطعانه انتقاد کرد. اما به‌باور ویلفرد مادلونگ، ظاهراً حسن مخالفِ سیاست‌های علی در جنگیدن با مخالفان بوده است، چرا که حسن معتقد بود که این جنگ‌ها باعث بروزِ تفرقه در امت اسلامی می‌شود. هنگام عزیمتِ علی از مدینه به‌سمت بصره — و قبل از وقوعِ جنگ جمل — علی در جایی توقف کرد و با قریشیانِ مَکّیِ بصره دیدار کرد. بلاذری می‌نویسد که حسن در آن‌جا با التماس و زاری از پدرش علی خواست که دست از جنگ بکشد تا امت اسلامی بر خلافتش متفق‌القول شوند. اما علی به توصیهٔ حسن توجهی نکرد. در منزلگاهِ بعدی به‌نام فَیْد، علی، حسن را به‌همراه عمار یاسر به کوفه فرستاد تا از آن‌جا حامی جلب کند. حسن توانست لشکر شش یا هفت هزار نفره فراهم کند و آنان را به ذی‌قار آورد و به علی ملحق کرد. مادلونگ می‌گوید حسن در جنگ‌های جمل و صفین به‌طور کمرنگی حضور داشته است. رسول جعفریان، تاریخ‌پژوه شیعه، با اشاره به این نکات که حسن نمایندهٔ علی در جنگ جمل برای تحریک مردمِ کوفه و آوردن آن‌ها به صحنهٔ جنگ بود، در صفین مردم را ضد سپاه قاسطین برمی‌انگیخت و نامهٔ حسن در ابتدای خلافت به معاویه که در آن بر حقِ خاندانِ نبوی بر خلافت تأکید شده‌بود، نتیجه می‌گیرد که مخالفت حسن با سیاست‌های علی درست نیست. در ۱۰ جُمادِیُالْاَوّل ۳۹ ه‍.ق/۲ نوامبر ۶۵۸ م علی، حسن را وصّیِ خود در املاک وقفیَش کرد. پس از درگذشت حسن، حسین وصی می‌شد. پس از کشته شدنِ علی بن ابی‌طالب، حسن در برابر قاتل بردباری کرد و با آرام کردن برادر خویش، حسین، بنا به وصیت پدرش تنها با یک ضربت ابن ملجم را قصاص کرد.

### خلافت

#### بیعت کردن کوفیان
پس از کشته شدنِ علی بن ابی‌طالب در ۲۱ رمضان ۴۰ ه‍.ق/۲۸ ژانویهٔ ۶۶۱ م، مردم جهت بیعت با حسن روانه شدند. گفته می‌شود علی خود شخصاً جانشینی تعیین نکرد. اما ویلفرد مادلونگ معتقد است این‌که علی رسماً حسن را جانشین خود ننمود، نمی‌تواند دلیلی بر این باشد که اصلاً میلی به این موضوع نداشت. در همین‌باره، مرتضی عاملی پانزده گزارش را از منابع شیعه و سنی، با محتوای توصیه یا وصیت علی بن ابی‌طالب به بیعت با حسن پس از خودش گزارش می‌کند.
شرایط اجتماعی عراق در آغاز خلافت حسن و وضعیت بیعت‌کنندگان با وی بسیار پیچیده بود؛ اهل عراق در آن زمان چند گروه بودند: شیعیان حسن و اهل بیت که او را امام منصوص و جانشین پدرش علی بن ابی‌طالب می‌دانستند؛ خوارج که دغدغهٔ اصلی‌شان جنگ با معاویه به هر طریق بود؛ دسته‌ای افراد فرصت‌جو و غنیمت‌طلب؛ گروهی که در تشخیصِ شرایطْ ناتوان بودند؛ و سرانجام دسته‌ای که به رسوم قبیله‌ای پایبند بودند. بنا بر روایات تاریخی، حسن به منبر رفت و خطبه‌ای خواند که دربارهٔ شرایط جامعه بود، نه دعوتی برای بیعت. پس از اتمام خطبه، عبیدالله بن عباس مردم را به بیعت با حسن فراخواند. حسن سخنرانی‌ای کرد و در آن از شایستگیِ پدر و خاندانش و ارتباط صمیمی خود با محمد یاد کرد؛ و شرط قبول خلافت از جانب خویش را، اطاعت همگانی از دستورها و تصمیماتش عنوان نمود. قیس بن سعد اولین کسی بود که با وی بیعت کرد. او در هنگام بیعت علاوه بر شروط کتاب خدا و سنت محمد، شرط جنگ با مُحِلّون — یعنی کسانی که حرام خدا را حلال می‌کنند — را نیز اضافه کرد. پس از آن حسن مدعی شد که این شرط در دو شرط قبلی وجود دارد. از بیعت‌کنندگان تعهد گرفته شد تا با هر کس با حسن جنگ می‌کند بجنگند و با کسی که با وی به صلح باشد، صلح کنند. این شرط آنان را در بهت فرو برد که آیا حسن از این شرط قصد دارد با معاویه صلح کند؟ گروهی سخنان حسن را بر سعی برای صلح با معاویه قلمداد کردند و بیعت نکردند؛ سپس برای بیعت به سوی حسین رفتند، اما حسین خود را در اطاعت برادر بزرگ‌تر دانست و در نتیجه، آنان بازگشتند و با حسن بیعت نمودند. در میان بیعت‌کنندگان، اهالی شام — که تحت نفوذ معاویه بودند — جای نداشتند. ابن اَبِی‌الْحَدید، تعداد بیعت‌کنندگان با حسن را بیش از چهل هزار نفر گزارش کرده است که پیش از آن با علی بیعت کرده بودند.

#### پس از بیعت
با وجود اینکه شام و مصر در سیطره حکومت معاویه بود، حسن پس از بیعت مردمی، کارگزاران خویش را به سرزمین‌های اسلامی فرستاد که البته بیشترِ والیانِ پیشین را در مقام خود ابقا کرد. بر اساس گزارش‌هایی، حسن نزدیک به پنجاه روز یا بیشتر پس از بیعت، هیچ اقدامی برای جنگ یا صلح انجام نداد. معاویه پس از شنیدن خبر کشته شدن علی بن ابی‌طالب، جاسوسانی به عراق و شهرهای کوفه و بصره فرستاد. حسن با اطلاع از این موضوع، جاسوسِ مأمورِ کوفه را — که از قبیلهٔ حِمْیَر بود — دستگیر و اعدام کرد و به والی بصره نیز دستور داد تا با جاسوس بنی‌قَیْن چنین کند. حسن و ابن‌عباس هر کدام جداگانه، نامه‌هایی به معاویه نوشته و این‌گونه اعمالِ او را نکوهش کردند. حسن در پایان نامهٔ خویش، معاویه را در صورت ادامهٔ این کارها عملاً به جنگ تهدید کرد. ادامهٔ این اعمال از سوی معاویه و گسترش آن‌ها، حسن را واداشت تا در نامه‌ای مفصل معاویه را انذار دهد. وی با یادآوری جایگاه خویش و خاندانش، حق خویش در خلافت را تذکر داد و معاویه را به اطاعت از آن فراخواند و او را تهدید کرد که ادامهٔ رفتارها سبب جنگ خواهد شد. معاویه در پاسخ، سن بیشتر و تجربهٔ خویش در حکومت را سبب برتریَش بر حسن عنوان کرد. او در ادامه سعی کرد که حسن را با تهدید و تطمیع و فریب، سرکوب کند. در گزارش‌هایی آمده که معاویه در نامه‌ای به حسن، وی را به قتل تهدید کرد و حسن پس از آن در زیر لباس خویش، زرهی بر تن می‌کرد تا از خطر در امان باشد. گزارشی دیگر ذکر می‌کند که نمایندگانی از سوی معاویه نزد حسن آمده و به وی پیام رسانده‌اند که اگر صلح کند، هر آنچه از بیت‌المالِ عراق بخواهد به وی داده خواهد شد و معاویه با حسن در امور حکومتی مشاوره کند، و پس از مرگ معاویه نیز، خلافت به حسن برسد. حاج‌منوچهری می‌گوید مسلّم است که این رفتارها قهرآمیز برای تحریک حسن به جنگ بود؛ چرا که هم اهل عراق حسن را به جنگ تشویق می‌کردند و هم معاویه با سپاه بزرگ خویش و اطلاع از شکاف‌ها میان سپاه حسن — که خود مسبب آن‌ها نیز بود — هر عملِ منجر به جنگ را به نفع خود می‌دانست.

#### تدارک سپاه در مقابل معاویه
وقتی حسن پاسخی به وی نداد، معاویه نامه‌ای تهدیدآمیزتر به وی نوشت و شروع به تجهیز قشون کرد. وَلیِری از شرق‌شناسان ایتالیایی در دانشنامهٔ اسلام می‌نویسد در روایات دربارهٔ تمام جزئیات درگیری‌های بین حسن و معاویه صحبت نشده، اما مشخص است که معاویه چه از طریق مکاتبه و چه از طریق سخنرانی، خلافت حسن را به‌رسمیت نمی‌شناخت و شروع به فراخوانی نیروهای جنگی از شام و فلسطین و شرق اردن کرد. در آغاز نامه‌هایی جدال‌آمیز در مورد حضور جاسوسان معاویه در کوفه و بصره، بین حسن و معاویه و عبیدالله — و برخی منابع عبدالله — بن عباس و معاویه ردوبدل شد. طبق گفتهٔ اَبُوالْفَرَج اصفهانی، پیش کشیدنِ موضوعاتِ زمانِ علی به این مکاتبه‌ها دامن می‌زد.
سرانجام معاویه با سپاهی به فرماندهی عبدالله بن عامر به سوی مدائن راه افتاد. حسن با اطلاع از اوضاع، با مردم برای آمادگی جهت جنگ سخن گفت. او با پشتوانهٔ پافشاری اهل عراق که بر جنگ اصرار داشتند، در خطبه‌ای با بیان شرایط و اوضاع، آنان را به نبرد فراخواند، اما عراقیان از سپاه شام وحشت‌زده شدند. حسن با آگاهی از تفاوت‌های افراد بیعت‌کننده با خود، به روش‌های گوناگون سعی در کاستن اختلاف و تفاوت‌های بیعت‌کنندگان داشت و یکی از اقداماتش برای این منظور، افزایش حقوق سپاهیان بود. به‌دستور حسن، حُجْر بن عَدی و چند تن دیگر از یاران، مشغول تجهیز سپاه شدند. حسن می‌توانست روی چهل هزار مرد جنگی که از دوران علی به وی وفادار بودند حساب کند. وفاداری آنان یا به‌دلیل سرسخت‌بودن بر روی عقایدشان یا به‌دلیل ترس از مجازات معاویه می‌توانست باشد. البته معاویه سیاست امان‌دادن به کسانی را که از وی چنین درخواستی را می‌کردند، در پیش گرفته‌بود و این روش را در هنگامی که وارد عراق شد نیز ادامه داد. حسن به مُغَیرَة بن نوفِل مأموریت داد تا در کوفه مردم را به جنگ تشویق کند و خودش به سوی مدائن حرکت کرد. حسن به نُخَیْله رفته و همراه با فرماندهان سپاهش از جمله قیس بن سعد انصاری، مَعقَل بن قیس ریاحی، زیاد بن صَعصَعه تَمیمی به گردآوری نیرو پرداخت. اما برخلاف تعدادِ بیعت‌کنندگان، نیروی زیادی جمع نشد و منابع دربارهٔ تعداد سپاهیان اختلاف دارند. حسن سه روز در دیر عبدالرحمن اردو زد و پس از فراهم آمدن نیروی اندکی، تعدادی را به فرماندهی عبیدالله بن عباس و همراهی قیس بن سعد و سعید بن قیس به سوی مَسکِن فرستاد و خود از مسیری دیگر به سوی مدائن رفت. ویلفرد مادلونگ معتقد است که انتخاب عبیدالله بن عباس که در زمان علی، استان تحت حکومتش یمن را بدون جنگ تسلیم دشمن کرد و علی وی را مؤاخذه کرد، بیانگر این است که حسن می‌خواسته به نتیجه‌ای صلح‌آمیز برسد. ولیری با استناد به طبری بر این باور است احتمالاً حسن می‌خواسته که قیس بن سعد را در کنار خود باقی نگذارد چرا که قیس از سرسختان در جنگیدن با معاویه بود حال‌آن‌که حسن تمایل به صلح با معاویه داشت. در ساباط اختلافی در سپاه رخ داد و حسن برای رفع آن خطبه‌ای ایراد کرد تا سپاهیان را برانگیزاند، اما سپاهیان چنین تصور کردند که حسن به صلح می‌اندیشد و همین موضوع سبب اختلافِ شدیدتر میان سپاه شد و به وی شک بردند و تهمتِ کفر زدند و به خیمه‌اش حمله کردند. حسن به کمک یارانش از صحنه دور شد اما شب هنگام یکی از خوارج به نام جَرّاح بن سَنان به حسن حمله‌ور شد و وی را زخمی کرد. حسن را به مدائن و نزد سعید بن مسعود ثقفی، والی مدائن، بردند و او را تحت معالجه قرار دادند.
بعد از آن، اخبار حمله به حسن به‌طور عامدانه از سوی معاویه منتشر شد و لشکریان حسن پراکنده شدند. معاویه تا اَخْنُونیّه پیش‌روی نمود و در آن‌جا با لشکریان عبیدالله بن عباس که در آن‌جا خیمه زده بودند روبرو شد و باب‌های مذاکره که قبلاً با وجود مخالفت‌های حسین باز شده بود، به نتیجهٔ نهایی رسید. در مسکن و در سپاه عبیدالله بن عباس، معاویه به نیرنگ دست زد. او تلاش کرد تا فرماندهان سپاه را از حسن جدا کند و برای نمونه به عبیدالله نامه‌ای نوشت با این مضمون که حسن از معاویه تقاضای صلح کرده است و درصورت همراهی عبیدالله با معاویه، به وی مال و امارت دهد و یک میلیون درهم پاداش خواهد گرفت. عبیدالله نیز به تصور چنین درخواستی از سوی حسن، برای منافع شخصی به معاویه پاسخ مثبت داد و شبانه همراه با نزدیک به دوسوم سپاه به معاویه پیوست. پس از انتشار این خبر، با وجود تلاش‌های قیس بن سعد، اختلاف در سپاه حسن افزایش یافت. هشت هزار تن به‌دنبال عبیدالله به معاویه پیوستند. از نتایج این رویداد، ارسال نامه به معاویه از سوی بزرگان قبایل عراق مبنی بر همراهی با معاویه و حتی دستگیری حسن بن علی و تحویل وی به معاویه بود. معاویه سعی کرد قیس بن سعد را نیز به خود جلب کند اما موفق نشد. ولیری می‌گوید چهار هزار تن از قیس بن سعد حمایت کردند که می‌گفت: «یا از امام گمراه (معاویه) تبعیت کنید یا حرف من که امام نیستم را اطاعت کنید.» به‌نظر می‌رسد این چهار هزار تن بر آن بودند که بجنگند اما سرانجام قیس صلح را پذیرفت. خبر جدا شدن عبیدالله از سپاه حسن به مدائن رسید و سپاهیان تصور کردند که با توجه به نسبت خانوادگیِ وی با حسن، بدون تردید قیس نیز که نسبتی ندارد از حسن جدا خواهد شد و همین سبب اختلاف بیشتر شد. به‌گزارش منابع، در مدائن خبر کشته شدن قیس سر داده شد و همگان به خیمهٔ حسن حمله برده و آن را غارت کردند. لشکریان حسن میلی به جنگ نداشتند و روزبه‌روز مردم عراق بیشتر به معاویه می‌گرویدند.

#### صلح با معاویه
صلح حسن و معاویه به واقعهٔ صلح میان حسن بن علی و معاویة بن ابی‌سفیان اطلاق می‌شود که از جنگ بین کوفیان و شامیان جلوگیری کرد و طی آن خلافت با شروطی، از حسن به معاویه منتقل شد. این واقعه در ربیع‌الثانی ۴۱ ه‍.ق/اوت ۶۶۱ م پس از هفت ماه حکومتِ حسن بود.
معاویه دو نماینده از نزدیکان خویش — عبدالله بن عامر و عبدالرّحمٰن بن سَمَره — را با پیامِ پذیرشِ همهٔ شروطِ حسن نزد وی فرستاد. او برای کاستن از قدرت روحیهٔ حسن، نامهٔ بزرگان قبایل را هم برای نشان دادن به حسن به نمایندگانش داده بود. نمایندگان برای پرهیز از خون‌ریزی، خلافت حسن پس از معاویه را مطرح کردند. در این شرایط، سپاه حسن در وضعیت خوبی قرار نداشت؛ پیوستن عبیدالله بن عباس به معاویه و شایعهٔ صلح‌جویی حسن و نیز شایعهٔ احتمال کشته شدن قیس، سپاه را در وضعیت روحی مناسبی قرار نداده بود. سپاهیان حسن را به کفر متهم می‌کردند و حسن نیز از آنان نومید شده و زخم خورده و اموالش غارت شده بود و در سپاه استقامت برای نبرد نمی‌دید، چه اینکه بسیاری از آنان درگیرِ تعصبات قبیله‌ای بودند و بزرگان‌شان برای همراهی به معاویه نامه نوشته بودند. در چنین شرایطی حسن چاره‌ای ندید جز اینکه برای جلوگیری از خون‌ریزی و حفظ جان مردم و امت اسلامی، صلح را بپذیرد. ازاین‌رو نمایندگان خویش را همراه با نمایندگان معاویه نزد وی فرستاد. آنان نامه‌ای را با مضمون رعایت خواسته‌ها و شروط حسن امضا کرده و نزد حسن فرستادند.
در خصوص دلایل پذیرش صلح، موارد بیان‌شده از سوی حسن عبارتند از: ناهماهنگی، چندرأیی و نداشتن آمادگی کامل جهت جنگ میان کوفیان و در نتیجه تحمیلِ کشتگانِ فراوان، خون‌ریزی بسیار و خطر تزلزلِ جامعهٔ اسلامی، تنها ماندن حسن، اختلاف میان شیعیان و درنهایت تشخیص موقعیت و مصلحت مسلمانان. لَئورا وِچّا وَلیِری در دانشنامهٔ اسلام می‌نویسد در منابع تاریخی عوامل پذیرش صلح توسط حسن، صلح‌دوستی، بیزاری از سیاست و چنددستگی‌های متعاقبش و تمایل به جلوگیری از خون‌ریزی‌های گسترده گزارش شده است. اما احتمال دارد که وی به‌علت نبود نهضت حامی‌اش، صلح را پذیرفته باشد. اگر پذیرفته شود که علی، هفته‌به‌هفته خزانه را خالی می‌کرد و محتویاتش را بین مردم تقسیم می‌کرد، بنابراین دولت حسن با مشکلات مالی روبرو بود. علاوه‌برآن، علی در سال‌های آخر خلافتش با شکست‌های پی‌درپی مواجه شد و این مهم در زمان خلافت حسن تشدید شد. ازاین‌رو حسن نمی‌توانست به سربازانی تکیه کند که میل چندانی به جنگیدن نداشتند. تبعات بعدی صلح، بر علویان بسیار گران آمد. در بحث و جدل‌هایی که با آنان می‌شد، آنان در مورد این مطلب که حسن از حق خودش به‌عنوان خلیفه کناره گرفته و بنابراین آنان دلیلی برای مخالفت ندارند، پاسخی نداشتند. حدیثی موجود است که مدعی است حسن، در حق خودش به‌عنوان خلیفه پافشاری نخواهد کرد. این حدیث می‌گوید محمد گفته است که این پسرم حسن حاکمی است که خداوند توسط او، روزی دو گروه مخالف مسلمان را در کنار هم می‌آورد.
در منابع، شرایط صلح حسن، به‌صورت ضد و نقیض بیان شده است. در گزارش‌هایی آمده که معاویه کاغذی سفید با مُهر خویش نزد حسن فرستاد تا حسن شروط خود را بر آن بنویسد. حسن پس از خواندن این نامه گفت که معاویه برای به‌دست‌آوردن خلافت خواسته است به طمع‌ورزی حسن متوسل شود. حسن در جواب از سفیر خود خواست برای مردم امان بگیرد.
گزارش یعقوبی و مسعودی بدون ذکرِ مفادِ عهدنامه است. طبری دو ماده ذکر می‌کند که شامل درخواست‌های مالی حسن از معاویه است. به‌گفتهٔ دانشنامهٔ جهان اسلام، مبنای این مواد خبری به نقل از زُهری است که می‌گوید حسن می‌خواست تا می‌تواند برای خویش مال و امتیاز بگیرد. زهری با حکومت اموی نزدیکی داشته و از جانشینان معاویه اثر گرفته است. دانشنامهٔ جهان اسلام می‌گوید به نقل زهری دربارهٔ عدم مقاومت حسن در ماجرای پذیرش صلح، نمی‌توان اعتماد کرد. مفاد عهدنامه در منابعی مانند بلاذری و ابن اعثم متفاوت است. به نقل از بلاذری، مواد عهدنامه عبارت بوده‌اند از: حکومت معاویه بر اساس کتاب و سنت و روش خلفای پیشین باشد؛ وی جانشین تعیین نکند و تعیین خلیفه را به شورا بسپارد؛ جان و مال و فرزندان مردم در امان باشد؛ معاویه در عیان و نهان به بدگویی علی بن ابی‌طالب و حسن و اصحاب‌شان نپردازد. در منابع شیعی، شروط صلح‌نامه با نقل بلاذری و ابن اعثم کمی متفاوت است. نقل ابن شهرآشوب به این دو نزدیک است با این تفاوت که عمل به روش خلفای پیشین را ندارد و درعوض دارای بندی است که پانصد هزار درهم سالانه درخواست شده است. شیخ مفید در الإرشاد عهدنامه را با سه بند ذکر می‌کند که نحوهٔ تعیین خلیفه در آن نیامده و خودداری از دشنام علی بن ابی‌طالب و امان شیعیان از اعمال معاویه مورد تأکید قرار گرفته است. ابن بابویه در عِلَلُ الشَّرایِع و به نقل از کتاب الفروق بین الأباطیل و الحقوق اثر محمد بن بحر شیبانی، مفاد عهدنامه را چنین بیان می‌کند: حسن معاویه را «امیرالمؤمنین» نخواند؛ شهادتی نزد او اقامه نکند؛ معاویه به بازماندگان کشتگان جمل و صفین، یک میلیون درهم از خراج دارابگرد بپردازد. سه ماده از چهار مادهٔ این گزارش با منابع پیشین به‌کلی تفاوت دارد. تاریخ انعقاد عهدنامه متفاوت ذکر شده: ربیع‌الاول، جمادی‌الاول یا جمادی‌الثانی سال ۴۱ ه‍.ق مسعودی در اَلتَّنبیهُ و الْاِشراف تاریخ نخست را مشهورتر و درست‌تر می‌داند.
حسن بار دیگر نماینده‌ای را برای تصریح شروط ارسال کرد. با پذیرش طرفین، معاهده‌ای تنظیم شد. متن صلح‌نامه حسن مجتبی در منابع مختلفی اعم از علل الشرایع، تاریخ طبری، شرح نهجُالْبلاغهٔ ابن ابی‌الحدید، مناقب ابن شهرآشوب، ترجمه الامام الحسن، عُمدَةُ الطّالب، تاریخُ الْخُلفاء، اَخبارُالطِّوال، اَلْاِحتجاج، مَقاتِلُ الطّالِبیّن، اَنسابُ الْاَشراف، اَلْفُتوح، نَصایِحُ الْکافیَة، فُصولُ الْمُهِمَّة، اَلْاِمامَةُ و السّیاسَة، کَشفُ الْغُمَّة و اَلصَّواعِقُ الْمُحْرِقَة مورد توجه قرار گرفته‌اند. منابع در متن صلح‌نامه اتفاق نظر ندارند و هر کدام، بخشی از آن را گزارش کرده‌اند. شروط عهدنامه با شرح اختلافات به قرار ذیل است:
1. حکومت به معاویه واگذار می‌شود به این شرط که به کتاب خدا و سنت پیامبر (بنا بر ابن ابی الحدید، ابن شهرآشوب، بلاذری، ابن اعثم، ابن صباغ، ابن قتیبه، اربلی، ابن حجر هیتمی)[تب ۱][۱۳۸] و به سیرهٔ خلفای صالحین (بنا بر بلاذری، ابن اعثم، ابن قتیبه، اربلی، ابن حجر هیتمی)[تب ۲] عمل نماید.[۱۳۹]
2. پس از معاویه حکومت به حسن تعلق دارد (بنا بر ابن عساکر، ابن عنبه، سیوطی، ابن قتیبه)[۱۴۰] و اگر برای حسن اتفاقی بیافتد، متعلق به حسین است (بنا بر ابن عنبه)[۱۴۱] و معاویه حق ندارد کسی را به جانشینی خود منصوب کند (بنا بر ابن ابی الحدید، ابن شهرآشوب، بلاذری، ابن اعثم، ابن قتیبه، ابن صباغ، اربلی)[۱۴۲] و تعیین حاکم بعد از آن بر عهده شورا است. (بنا بر ابن شهرآشوب، بلاذری، ابن اعثم، ابن قتیبه، اربلی)[تب ۳][۱۴۳]
3. معاویه باید ناسزا به امیرالمؤمنین علی و لعنت بر او را در نمازها ترک کند (طبری، ابن شهرآشوب، طبرسی)[۱۴۴] و علی را جز به نیکی یاد نکند.[۱۴۵]
4. معاویه از طرف حسن، امیرالمؤمنین خوانده نشود و حسن نزدش اقامهٔ شهادت نکند. (محدثان شیعه: صدوق، طبرسی)[۱۴۶]
5. بیت‌المالِ کوفه که موجودی آن پنج میلیون درهم است، مستثنی است و تسلیمِ حکومت شامل آن نمی‌شود. (طبری)[۱۴۷] و معاویه ملزم است سالانه پنج میلیون درهم از خراج سرزمین دارُالْحَرب، تسلیم حسن کند (ابن شهرآشوب و ابن عنبه)[۱۴۸] و سالانه دو میلیون درهم به حسین بن علی بپردازد (ابوحنیفه دینوری)[۱۴۹] و یک میلیون درهم در میان بازماندگان شهدایی که در کنار علی[تب ۴] در جنگ جمل و صفین کشته شدند تقسیم کند (صدوق و طبرسی)[۱۵۰] و همه اینها باید از محل خراج دارابجِرد تأمین شود. (صدوق، طبری، ابن قتیبه، طبرسی، ابوحنیفه دینوری)[۱۵۱] معاویه ملزم است بنی‌هاشم را در بخشش و هدیه بر بنی‌امیه مقدم دارد. (ابن قتیبه، ابوحنیفه دینوری)[۱۵۲]
6. مردم در هر گوشه از زمین‌های خدا — شام یا عراق یا یمن[تب ۵] و حجاز — باید در امن و امان باشند (بنا بر ابن ابی الحدید، ابن اعثم، ابوحنیفه دینوری، ابن قتیبه، اربلی، ابن صباغ)[۱۵۳] و سیاه‌پوست و سرخ‌پوست از امنیت برخوردار باشد و معاویه باید لغزش‌های آنان را نادیده بگیرد و هیچ‌کس را بر خطای گذشته‌اش مؤاخذه نکند و مردم عراق را به کینه‌های گذشته نگیرد (سیوطی و ابن قتیبه)[تب ۶][۱۵۴]
7. اصحاب علی در هر نقطه‌ای که هستند در امن و امان باشند و کسی از شیعیان علی مورد آزار واقع نشود (بنا بر ابن شهرآشوب، اصفهانی)[۱۵۵] و یاران علی بر جان و مال و ناموس و فرزندان‌شان[تب ۷] بیم‌ناک نباشند[تب ۸][۱۵۶] و کسی از ایشان را تعقیب نکند (بنا بر صدوق، ابن عنبه، ابوحنیفه دینوری، طبرسی)[۱۵۷] و صدمه‌ای بر آنان وارد نسازد (بنا بر ابن عنبه و طبرسی)[۱۵۸] و حق هر حق‌داری به وی برسد. (بنا بر ابن شهرآشوب)[۱۵۹]
8. به‌قصدِ جان حسن بن علی و برادرش حسین و هیچ‌یک از اهل بیت رسول خدا توطئه‌ای در نهان و آشکار چیده نشود و در هیچ‌یک از آفاق عالم، ارعاب و تهدیدی نسبت به آنان انجام نشود.[تب ۹][۱۶۰]

مردم بصره موضوع آخر — مالیات نواحی ایران — را نمی‌پذیرفتند و آن را متعلق به خود می‌دانستند؛ ولیری در دانشنامهٔ اسلام بر این باور است که شرایط دیگری نیز در منابع آمده که ممکن است بعدها به‌خاطر کاهش سرزنش‌های وارده بر حسن و القای این مطلب که حسن با این صلح از موضع قبلی‌اش کناره‌گیری نکرده، ساخته شده‌باشد. از این شرایط می‌توان به انتقال قدرت از معاویه به حسن پس از مرگ معاویه اشاره کرد. اما تعیین کردن پیشاپیش خلیفهٔ آتی در بین مسلمانان آن زمان جا نیفتاده بود و معلوم بود که معاویه بعدها در مورد قبول این مطلب از سوی جامعهٔ مسلمانان با مشکل مواجه خواهدشد. نامه‌ای از معاویه حاکی از آن است که قرار شد این شرط در آینده اجرا شود. اما ضمانت محکمی از معاویه گرفته نشد.
سرانجام با تصریح شروط حسن، عهدنامه در انتهای نیمهٔ نخست سال ۴۱ ه‍.ق میان طرفین به امضا رسید. دانشنامهٔ اسلام می‌نویسد این که معاویه عهد کرد که خلیفهٔ برحقی باشد نمی‌توانست دلیلی بر آن باشد که وی از سیاست‌های علی تبعیت می‌کند. ولیری می‌نویسد، حسن بعدها افسوس می‌خورد که چرا بیشتر درخواست نکرده‌بود. قرار شد که سالانه یک میلیون درهم به حسن پرداخت شود و پنج میلیون درهم از خزانهٔ کوفه و مالیات برخی مناطق ایران مانند اهواز، فسا و دارابگرد به وی تعلق گیرد.

#### پیامدهای صلح
به‌گفتهٔ مادلونگ، بعد از متارکهٔ جنگ، لشکر معاویه به کوفه آمد و در مراسم تسلیم خلافت به او، معاویه از حسن خواست که برخیزد و از وی عذرخواهی کند. اما حسن نپذیرفت و گفت که وی و حسین تنها نوه‌های محمد هستند و با وجود این‌که حق خلافت متعلق به وی بوده، اما معاویه در این مورد با وی به جنگ پرداخته و حسن تنها به‌خاطر علاقه به امت اسلامی و جلوگیری از خون‌ریزی، خلافت را به وی واگذارده است. به‌گزارش مهدوی دامغانی در دانشنامهٔ جهان اسلام، معاویه پس از رفتن به کوفه، از حسن خواست تا بیعت کند، اما حسن ترک دشنام به علی بن ابی‌طالب و امان دادن به شیعیانش و خودداری از بداندیشی دربارهٔ آنان را شرط نمود. معاویه که قصد داشته به قیس بن سعد امان ندهد، با پافشاری حسن قبول کرد و سپس حسن با وی بیعت نمود. محمد بن بحر شیبانی و نیز مرتضی علم‌الهدی در تَنزیهُ الْاَنبیاء، بیعت حسن را گونه‌ای آتش‌بس و قراردادی بر ترک جنگ دانسته‌اند. سپس حسین از بیعت سر باز زد و حسن او را تأیید کرد. قیس نیز با اصرار حسن بیعت کرد. به نوشته حاج منوچهری، معاویه طی خطبه‌ای در نخستین حضورش در کوفه، حسن را درخواست‌کنندهٔ صلح نمایاند و به علی بن ابی‌طالب نیز ناسزا گفت. حسین خواست تا پاسخ گوید، اما حسن او را نهی کرد و خود در خطبه‌ای تشریحی کلی از موضوع عهدنامه و پیشنهاد صلح معاویه را برای مردم ارائه داد و سپس در پاسخ ناسزای معاویه به پدرش، اصل و نسب خانوادگی خویش را با معاویه مقایسه کرد. معاویه از این کار حسن برآشفت. در فردای آن روز حسن کوفه را به سوی مدینه ترک کرد و تا پایان عمر در آنجا ماند. معاویه در سخنرانی‌اش تمامی عهدهایی را که در عهدنامه پذیرفته بود، انکار کرد، گفت به‌دنبال خون‌خواهی از عثمان بوده و هر کس در مدت سه روز با او بیعت نکند بخشیده نخواهد شد. صلح حسن همان‌طور که پیش‌بینی می‌شد، واکنش‌هایی را در میان حامیانش برانگیخت. بسیاری از اشخاصی که پیشتر زمینه‌سازی برای متارکهٔ جنگ کرده بودند یا به دلایل دیگر، حسن را تنها گذاشتند، اکنون پذیرش عهدنامه از جانب وی را خطا می‌دانستند و صراحتِ ایشان نسبت به حسن، سبب می‌شد تا وی سکوت نکرده و دلایل پذیرش صلح را بیان کند. این مخالفت‌ها از سوی افرادی با گرایش‌های فکری مختلف مانند سُفیان بن لَیْل (ابی‌لیلی)، سلیمان بن صرد خزاعی، حجر بن عدی، عبدالله بن زبیر، عَدی بن حاتَم و برخی دیگر انجام شده که حسن در مقام پاسخ به آنان برآمد. این گفتگوها در منابع آمده است. حجر بن عدی گفت که ای کاش می‌مرد و صلح کردن حسن را نمی‌دید. همچنین وی یا یکی دیگر از پیروان، حسن را باعث ذلتِ مسلمانان دانست. بعضی دیگر گفتند که حسن باید در تصمیمش تجدیدنظر کند.
شیعیان در سال‌های بعد، این مطلب را که حسن هیچ‌گونه تعهدی از معاویه نگرفت که بعد از مرگش خلافت را به وی بسپارد، نمی‌پذیرفتند. معاویه پس از صلح حسن، اقدامات متعددی در جلوگیری از شورش‌های شیعیان انجام داد. به‌عنوان مثال برخی قبایل شیعی را از کوفه خارج کرده و به‌جای آن‌ها قبایلی از شام و بصره و بینُالنَّهرین را اسکان داد.
بدین ترتیب، در سال ۴۱ ه‍.ق/۶۶۱ م، مُعاویه کنترل تمامی قلمروی اسلامی را به‌چنگ آورده و حکومتِ آن را به خلافت اُمَوی تبدیل کرد. وی و جانشینانش شدیدترین فشارها را بر خاندان علی و حامیان و شیعیانشان وارد کردند. دشنام به علی تبدیل به امری ضروری در نماز جماعت شد. معاویه تا زمان مرگش در سال ۶۰ ه‍.ق/ ۶۸۰ م، حکومت را در اختیار داشت و کوشید تا زمینهٔ انتقالِ موروثیِ خلافت برای فرزندش یزید را فراهم سازد. این امر زمینهٔ مخالفت بزرگان جامعهٔ اسلامی را فراهم کرد. حسین بن علی و شیعیانِ هوادارِ وی خواستار پایبندی معاویه به عهدنامهٔ صلح مبنی بر عدم تعیین جانشین از سوی وی بودند و جمعی دیگر نظیر عبدالله بن زبیر و عبدالله بن عمر در پی ایجاد شورای خلافت بودند. انتقال موروثی خلافت به یزید، زمینه‌ساز بروز دومین جنگ داخلی در درون امت اسلامی شد که از سال ۶۰ ه‍.ق/۶۸۰ م با قیام حسین بن علی آغاز شد. پس از آن چندین تن برای کسب خلافت به نزاع برخاستند که در میان آنها عبدالله بن زبیر موفق شد سرزمین‌های وسیع‌تری را برای مدت بیشتری تحت حکومت خویش درآورد. در نهایت، عبدالملک بن مروان در سال ۷۳ ه‍.ق/۶۹۲ م با شکست دادن و کشتن عبدالله بن زبیر، حاکمیت امویان را در سراسر قلمروی اسلامی بازسازی و تثبیت کرد.

### پس از دست کشیدن از خلافت

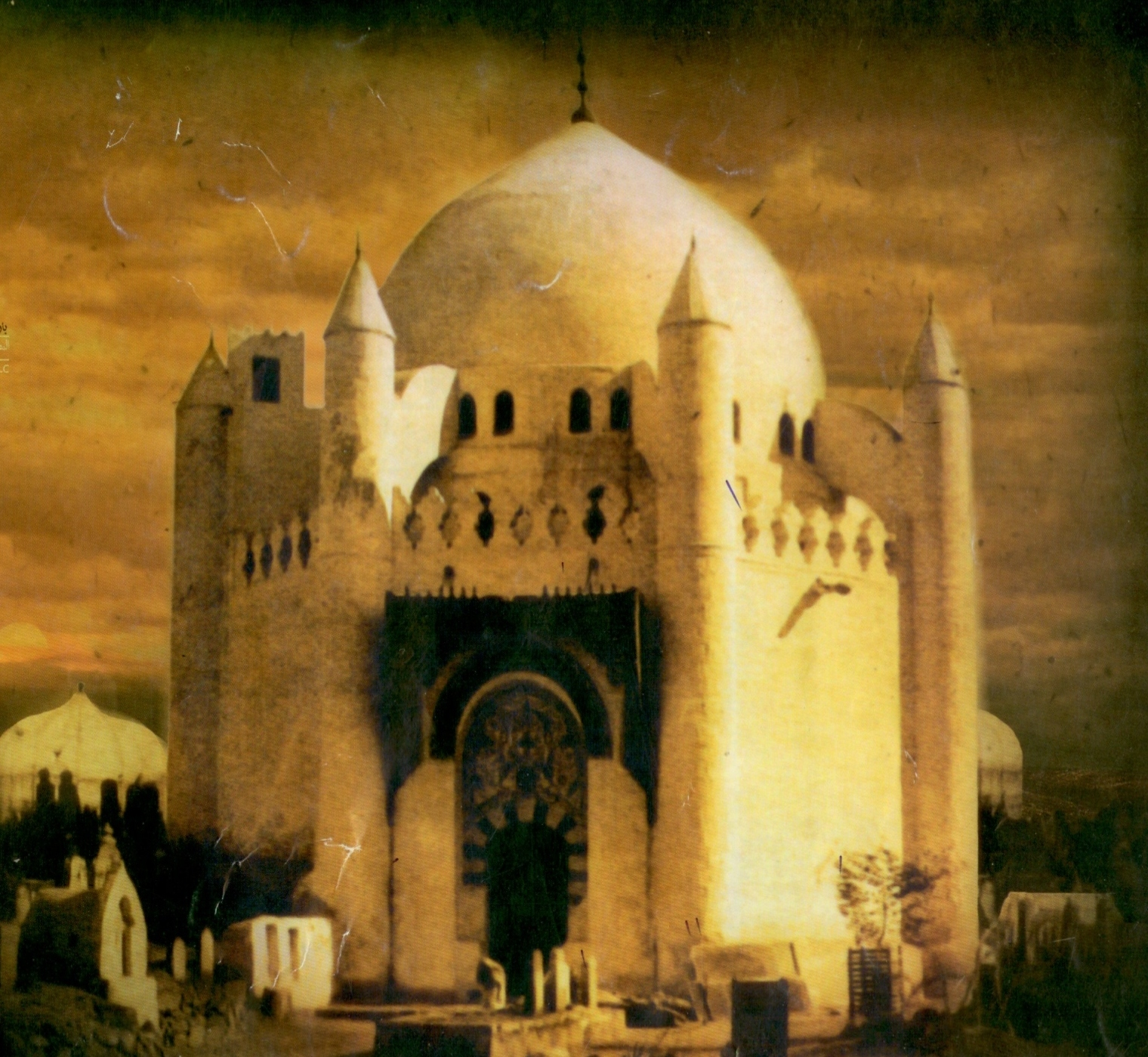
آرامگاه چهار امام شیعه پیش از تخریب در سال ۱۳۰۶ ه‍. خ

پس از دست کشیدن از خلافت، حسن راهی مدینه شد. در بین راه در قادِسیّه، نامه‌ای از معاویه دریافت نمود که از وی خواسته‌بود تا در جنگ علیه یکی از خوارج به‌نام ابن حَنصهٔ طایی که به‌تازگی قیام کرده‌بود به او کمک کند. حسن پاسخ داد که به خاطر صلح دست از مقابله با معاویه برداشته نه برای اینکه در کنار او بجنگد. او در مدینه حداقل به‌ظاهر زندگی آرامی داشت و در امور سیاسی دخالتی نمی‌کرد. اما عدم پایبندیِ معاویه به عهدنامه و برخی عزل و نصب‌ها و رفتارهای وی، سبب می‌شد تا حسن از عملکرد و رفتارهای وی انتقاد نماید. معاویه به‌ظاهر سعی می‌کرد تا احترام حسن را نگاه دارد اما درعین‌حال برای کاهش احترام حسن در نزد مردم تلاش می‌کرد. یکی اقدامات معاویه در این راستا، محاجه‌هایی بود که در آن سعی در برتر نشان دادن خود بر حسن بود. از مهم‌ترین انتقادهای حسن نسبت به معاویه، برنامه‌ریزی جهت حکومت یزید پس از معاویه بود. واکنش‌های بسیاری همچون عدم اطاعت از اوامر معاویه که خود را امیرالمؤمنین می‌دانست و نگارش نامه‌های انتقادی تا حدی که معاویه به تبعیت از قرآن و سنت پیامبر فراخوانده می‌شد، از حسن در برابر رفتار و عملکرد معاویه ثبت شده است.
به‌گزارش دائرةالمعارف بزرگ اسلامی، موضع حسن بر این بود که تا مرگ معاویه، قیام و حرکت متقابل به صلاح نیست. او در هنگام خروج از کوفه، به یاران خویش می‌گفت تا خود را برای وقت مناسب آماده کنند. معاویه چندین بار بر همراهی حسن با خویش تأکید می‌کرد که نمونهٔ آن در ماجرای خروج گروهی از قبیلهٔ هوازن بود و معاویه از حسن خواست تا در کنار او باشد؛ اما حسن با یادآوری شروط عهدنامه دربارهٔ امیرالمؤمنین ندانستنِ معاویه از جانب خویش، اطاعت و قبول درخواست معاویه را لازم ندید و از همراهی با وی خودداری کرد بی آنکه در روابط میان‌شان خللی پدید آید. وقتی معاویه دید که حسن حمایت چندانی از خلافتش نمی‌کند، روابط میان دو به تیرگی گرایید. در سال‌های پس از صلح، حسن سفرهایی بین حجاز و دمشق داشت. به نوشته مدلانگ اگرچه گزارش شده است که حسن هدایایی را از خلیفه پذیرفته است، اما بخش عمده ای از هدایای معاویه به بنی هاشم به پسر عموی حسن، عبدالله بن جعفر، رسید که نه جاه طلبی سیاسی داشت و نه پیروانی و آن پول را خرج شاعران و نوازندگان و خوانندگان می‌کرد.

### کشته شدن

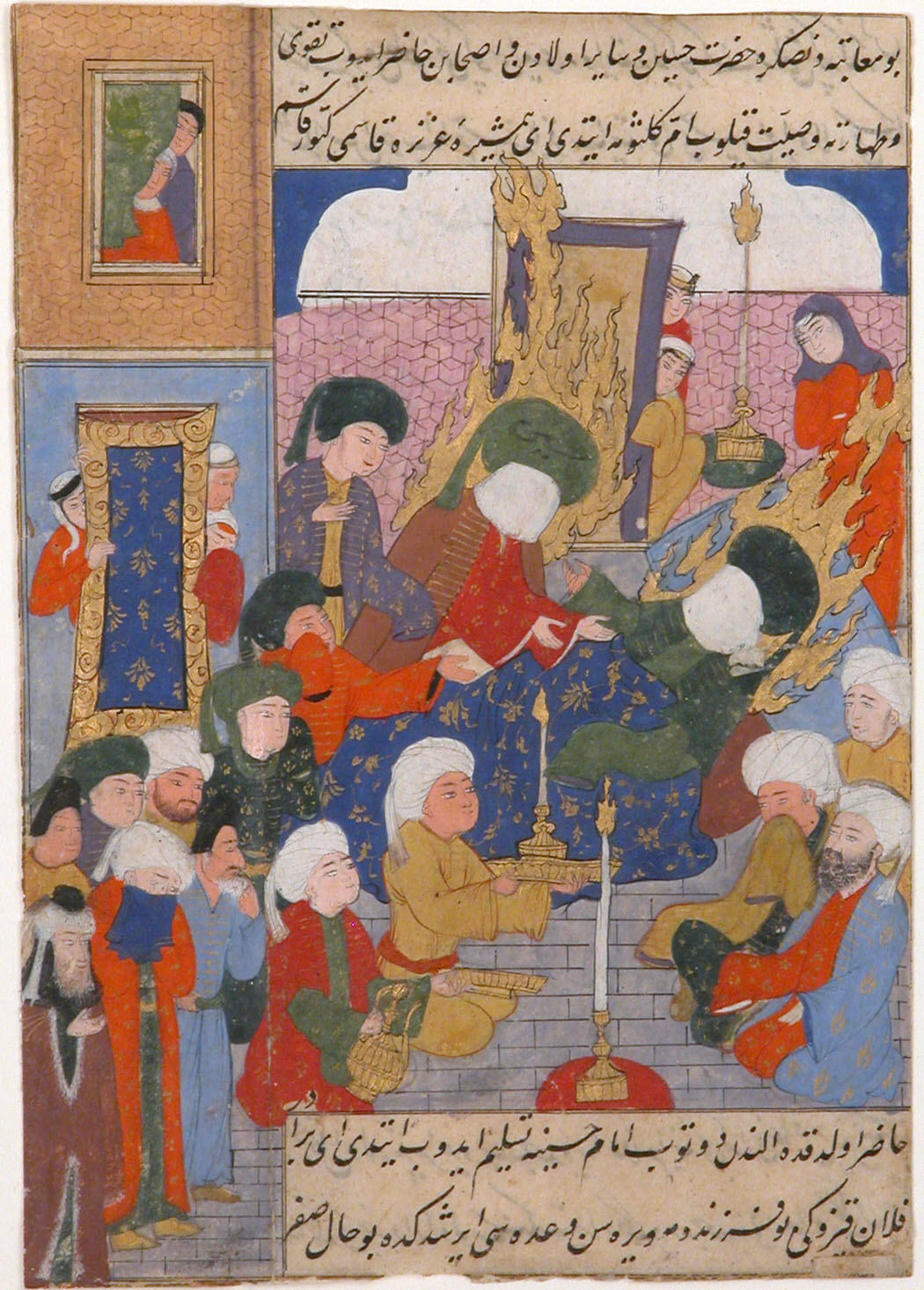
نگارگری از حدیقةالسعدا با موضوع حسن در حال احتضار و حضور حسین بر بالینش.

نقل مشهور دربارهٔ تاریخ درگذشت حسن مجتبی، ۲۸ صفر ۵۰ ه‍.ق است. اما سال‌های ۴۸، ۴۹، ۵۱، ۵۷، ۵۸ و ۵۹ ه‍.ق نیز برای سال وفات ذکر شده است. روزهای آخر صفر، دو روز مانده به آخر صفر، هفتم صفر و ربیع‌الاول نیز برای روز و ماه درگذشت آمده است. برطبق روایت ابن سعد، حسن در تاریخ ۵ ربیع‌الاول ۵۰ ه‍.ق/۲ آوریل ۶۷۰ م درگذشت. حاج‌منوچهری در دائرةالمعارف بزرگ اسلامی تاریخ صفر ۵۰ ه‍.ق/مارس ۶۷۰ م را ذکر می‌کند. شیخ مفید عمرِ حسن را در هنگام مرگ ۴۸ سال ذکر می‌کند؛ و با توجه به دیگر نقل‌ها دربارهٔ مرگ، عمر وی ۴۶، ۴۷ و ۵۸ سال نیز آورده شده است. ذهبی ۵۸ سال را کاملاً مردود می‌داند. مادلونگ در دانشنامهٔ ایرانیکا می‌نویسد که منابع اولیه قریب به اتفاق، علت درگذشت حسن را مسمومیت می‌دانند و اکثراً هم جعده همسر حسن، دختر اشعث بن قیس رهبر قبیلهٔ کِنده را شخص مسموم‌کننده می‌دانند. این مسمومیت در طی مدتی طولانی انجام شد. ابن سعد مدت آن را نزدیک به چهل روز ذکر می‌کند. بنا بر برخی گزارش‌ها، حسن پیشتر نیز چندین بار مسموم شده، اما نجات یافته بود. بااین‌حال، یادداشت‌های دیگر نشان می‌دهد که حسن ممکن است توسط یکی دیگر از همسرانش، هند دختر سُهَیْل بن عَمرو مسموم شده‌باشد، ولی اشاره می‌کند که معمولاً عامل تحریک‌کننده، معاویه بوده است و برای وی که در حال ترویج مسئلهٔ خلافت یزید بود، این مرگ، رقیب خلافتی از پسرش زدود و به‌نظر هم نمی‌رسد که معاویه خوشحالی خود را از درگذشت حسن پنهان کرده‌باشد. ولیری در دانشنامهٔ اسلام طی تحلیل تاریخی که در مورد درگذشت حسن انجام داده می‌نویسد که پدر جعده، اشعث که رئیس یک قبیلهٔ یمنی بود، به‌خاطر خدمت به معاویه از سوی شیعیان به‌عنوان خائن شمرده شده است. ازاین‌رو محتمل است که نفرت شیعه از پدر به دختر نیز منتقل شده‌باشد. طبق گزارش‌هایی از منابع اسلامی، حسن برای‌این‌که کسی به ناحق در جریان انتقام‌گیری برای حسن کشته نشود، ظنش به سوءقصد کننده به جانش را به حسین ابراز نداشت.
مادلونگ می‌نویسد که محمد بن جریر طبری، واقعهٔ مسموم شدنِ حسن را به‌خاطر ترس از ایجاد تفرقه در امت اسلامی نقل نکرده است. برخی منابع غیرشیعی مانند الامامة و السیاسة منسوب به ابن قُتَیْبه، بیماری و درگذشت حسن را طبیعی دانسته‌اند و حتی گزارش بیماری سل را داده‌اند. به‌گزارش دانشنامهٔ جهان اسلام، برخی دیگر از نویسندگان غرب دنیای اسلام مانند ابن عربی و ابن خلدون، نقش معاویه در قتل حسن را بعید و آن را ساختهٔ شیعیان دانسته‌اند؛ اما این نظر ایشان متأثر از دیدگاه‌شان دربارهٔ خلافت و تحت تأثیر فضای هوادارانهٔ اَندِلُسیان نسبت به امویان است.
در سال ۲۰۱۶، گروه تحقیقاتی نیکول بورکه و همکاران از دانشگاه نشوا در آمریکا با بررسی شواهد سم‌شناسیِ پزشکی و اسناد تاریخی اعلام کردند که علت درگذشت حسن بن علی، مسمومیت با سمِّ کالومل (با فرمول شیمیایی جیوه (I) کلرید) ساخته شده در بیزانس بوده است.

#### تدفین
حسن وصیت کرده بود که در مسجدالنبی و در کنار قبر پدربزرگش محمد به‌خاک سپرده شود. سعید بن عاص فرماندارِ امویِ مدینه در این موضوع مداخله نکرد اما عایشه و مروان بن حکم — که در آن زمان از امارت مدینه عزل شده بود — توافق کردند که مانع شوند حسین این کار را انجام دهد. بعضی منابع حاکی از رضایت عایشه و سرسختی مروان هستند. ابوالفرج اصفهانی می‌گوید حسن پیش از درگذشت از عایشه خواست تا اجازهٔ دفنش در کنار پیامبر را بدهد و عایشه هم موافقت کرده بود؛ اما حسن به‌خاطر مخالفت امویان، از این درخواست منصرف شده و خواست تا در کنار مادرش دفن شود. گزارشی دیگر از وصیت حسن چنین خبر می‌دهد که او خواست تا پیکرش را برای تجدید عهد نزد قبر پیامبر ببرند و سپس در کنار مادربزرگش، فاطمه بنت اسد دفن کنند. مروان قسم یاد کرد که به‌علت دفن کردن عثمان در بقیع نخواهد گذاشت حسن در کنار محمد دفن شود و با هزار نفر مسلح، حاضر و مانع از انجام این کار شد. ابوالفرج اصفهانی می‌گوید عایشه با وجود دشمنی با مروان و امویان، آنان را همراهی کرد. حسین به اتحادیهٔ قریش — حِلفُالْفُضول — شکایت کرد و خواستار احقاقِ حقوقِ بنی‌هاشم در برابر بنی‌امیه شد. چیزی نمانده‌بود که بر سر این مسئله لشکرکشی آغاز شود. حسن وصیت کرده‌بود که درصورت مخالفت دیگران، می‌تواند در بقیع دفن شود. ابوهریره و محمد حنفیه و دیگران، حسین را متقاعد کردند که بهترین کار، دفن حسن در بقیع در کنار مادرش است. نماز میت را سعید بن عاص، حاکم وقت مدینه، برپا داشت. رسولی محلاتی، این درخواستِ حسین از سعید بن عاص را نوعی تقیّه می‌داند، چرا که حسین قبل از نمازِ سعید بن عاص، بر پیکر برادرش نماز خوانده بود. به نقل برخی روایات، دلیل خودداری حسین در برابر رفتار مروان، تنها قولی بود که به برادر خویش داده بود. پس از دفن، محمد حنفیه در جمع مردم، خطبه‌ای در توصیف حسن ایراد کرد. زنان بنی‌هاشم یک ماه عزاداری کردند و در مکه و مدینه هفت شبانه‌روز برای وی گریسته و بازارها بسته شد. معاویه به‌خاطر پافشاری مروان در عدم دفن حسن در کنار محمد، به وی حکم امارت دوبارهٔ مدینه را اعطا کرد. محل دفن حسن مکانی زیارتی ویژه برای شیعیان شد و گنبدی بزرگ بر فراز آن ساخته شد، اما این گنبد دو بار توسط وهابیان در سال‌های ۱۸۰۶ و ۱۹۲۷ م تخریب شد.

#### تیرباران شدن تابوت
در رَوْضَةُالْواعِظین و اعیانُ الشّیعه آمده است هنگامی که خواستند حسن را دفن کنند، عایشه سوار بر قاطری شد و از بنی‌امیه و مروان و سایر طرفدارانِ ایشان کمک گرفت و مردم را علیه حسن می‌شوراند. عایشه گفت: «به خدا سوگند تا مو در سر من هست، نمی‌گذارم حسن را در اینجا — کنار قبر پیامبر اسلام و اتاق مادرش زهرا — دفن کنید.» ابن‌عباس گفت: «روزی قاطر سوار و روزی شتر سوار است»، یعنی روزی سوار بر شتر می‌شود و به جنگ با علی می‌رود و روزی بر قاطر سوار می‌شود و با جنازهٔ حسن بن علی مقابله و جنگ می‌کند. در بعضی منابع مانند ناسِخُ التَّواریخ و تاریخ ابن عَساکِر نقل شده که تابوت حسن را تیرباران کردند، تا آنکه هفتاد تیر از تابوت حسن بن علی بیرون کشیدند.

## همسران و فرزندان

### همسران
مادلونگ بر اساس گزارش‌های تاریخی و قرائن، ترتیب تاریخی ازدواج‌های حسن را بیان می‌کند و بر طبق آن ازدواج حسن با هفت زن به نام‌های ام‌کلثوم بنت عثمان ، جعده بنت اشعث، ام‌ّبشیر بنت عقبة بن عمرو، خوله بنت منظور بن زبّان، حفصه نوادهٔ ابوبکر، امّ‌اسحاق بنت طلحه و هند بنت سهیل بن عمرو اثبات‌پذیر است. حسن از برخی از کنیزانش نیز دارای فرزند شد. ازدواج اول حسن با یک ام‌ولد و بعد از آن با ام‌کلثوم دختر عثمان بن عفان در مدینه و ازدواج حسن با جعده پس از ورود علی بن ابی‌طالب به کوفه رخ داده است. پس از آن و قبل از نبرد صفین، حسن با ام‌بشیر ازدواج نمود. مادلونگ معتقد است که این دو ازدواج به درخواست علی بن ابی‌طالب و با انگیزش‌های سیاسی صورت گرفته است. حسن در دوران خلافتش و پس از بازگشت به مدینه، با خوله ازدواج کرد. ازدواج بعدیِ حسن در مدینه و با حفصه صورت گرفت که در نهایت به طلاق انجامید. ازدواج بعدیِ حسن با ام‌اسحاق بود. آخرین ازدواج حسن نیز با هند در مدینه صورت گرفت.

#### اختلاف دربارهٔ تعداد همسران
دربارهٔ تعداد زنان و فرزندان حسن روایات مختلفی ذکر شده و در برخی گزارش‌ها به ازدواج‌ها و طلاق‌های بسیارِ وی اشاره و گاهی تأکید شده است. به‌نوشتهٔ ولیری در دانشنامهٔ اسلام، حسن در مدینه از زنی به زنی دیگر می‌رفت به‌طوری‌که به او لقب «اَلْمِطلاق» (طلاق‌دهنده) داده بودند. تعداد زنان او را شصت یا هفتاد یا نود نفر و تعداد مُتْعه‌های او را سیصد تا چهارصد نفر نوشته‌اند. البته به‌نظر نمی‌رسد کسی وی را به‌خاطر این موضوع سرزنش کرده‌باشد. اما عبدالله بن حسن، نوهٔ حسن، روایت می‌کند که حسن تنها چهار زن رسمی — به‌اندازهٔ حد تعیین‌شده در شریعت اسلام — داشته است. موضوع ازدواج‌های حسن مجتبی در منابع اولیه و نیز برخی منابع در سدهٔ اخیر مورد نقد تاریخی، سندی و محتوایی واقع شده است. باقر شریف قرشی با بیان دلایل اثبات و نفی این موضوع، سند روایات در این‌باره را نقل و نقد می‌کند و به نتیجهٔ جعلی بودن این روایات می‌رسد و احتمال می‌دهد که این دسته از روایات ساختهٔ عباسیان در مقابله با سادات حسنی باشد. علی‌اکبر غفاری نقدی سندی، و ویلفرد مادلونگ نقدی محتوایی بر این روایات وارد می‌کنند.
مادلونگ در دانشنامهٔ ایرانیکا این مطلب را تأیید می‌کند که حسن در دههٔ آخر زندگی ازدواج‌ها و طلاق‌های فراوانی داشت و این مسئله دلیل دادن لقبِ «مطلاق» برای او شده‌بود. بااین‌حال او می‌نویسد «داستان‌ها و حکایات در این زمینه به اظهارات مضحکی همچون داشتن هفتاد یا نود همسر و سیصد متعه بسط داده شده است». مادلونگ روایت ابن سعد را در این زمینه از همه معتبرتر می‌داند که مطابق آن حسن ۱۵ پسر و ۹ دختر از هفت همسر و سه متعه‌اش داشت که اکثراً در کودکی وفات یافتند. مادلونگ می‌گوید محمد بن کلبی نخستین شخصی است که شایعهٔ داشتن نود همسر برای حسن را مطرح می‌کند و مداینی نیز این رقم را ساخته، اما کلبی بیش از یازده زن را نام نمی‌برد که ازدواج پنج نفر از آنان مورد شک است. مادلونگ همچنین روایت‌هایی را که در آن‌ها علی بن ابی‌طالب در مسجد، کوفیان را از زن دادن به حسن بر حذر می‌دارد و این‌که علی از این می‌ترسیده که ازدواج‌ها و طلاق‌های مکرر حسن باعث به وجود آمدن دشمنی قبایل عرب شود، فاقد اعتبار می‌خواند؛ زیرا حسن در آن برهه در خانهٔ پدری زندگی می‌کرد و نمی‌توانست بدون اذن و تأیید پدر زنی اختیار کند و حسن این ازدواجها را اتحادهای سیاسی به نفع پدرش می‌دانسته است و از همین رو کنیهٔ خود — محمد — را به اولین پسری که از خوله، اولین زنی که پس از مرگ علی آزادانه انتخاب کرد، به دنیا آمد، گذاشت. خوله قبلاً زن محمد بن طلحه بود. به‌نظر می‌رسد که حسن قصد داشته که محمد را وصی خود کند، اما با مرگ این پسر و به دنیا آمدن پسری دیگر به‌نام حسن از خوله، حسن بن علی، این پسر را وصی خود در موقوفات خانوادگی‌اش کرد. به‌گفتهٔ مادلونگ در دانشنامهٔ ایرانیکا، حسن در تعامل با زنان خود، به‌مانند برخورد با دیگران، بردباری و بزرگواری را برمی‌گزیده است.

### فرزندان
شمار فرزندان حسن و تعداد دختران و پسران وی مختلف ذکر شده‌اند: ابن‌سعد ۲۵ فرزند، ۹ دختر و ۱۶ پسر؛ مُصعَب بن عبدالله ۱۷ فرزند، ۶ دختر و ۱۱ پسر؛ بلاذری ۱۱ فرزند، ۲ دختر و ۹ پسر؛ یعقوبی ۸ پسر؛ شیخ مفید ۱۵ فرزند، ۷ دختر و ۸ پسر؛ عمری ۱۶ فرزند، ۵ دختر و ۱۱ پسر؛ ابن شهرآشوب ۲۱ فرزند، ۷ دختر و ۱۴ پسر ذکر می‌کنند. محمدتقی شوشتری دربارهٔ شمار فرزندان حسن و تعداد پسران و دختران نظری قطعی نداده است. مادلونگ تاحدودی قطعی، زید، حسن مثنی، طلحه، عمرو، قاسم، ابوبکر، عبدالرحمن، حسین اَثرَم، عبدالله، امّ‌الحسین، فاطمه (ام عبدالله)، رقیه و امّ‌سلمه را فرزندان وی می‌داند. ابن عِنَبه اسماعیل، حمزه و یعقوب را نیز آورده است. مادلونگ، این که حسن نام دو تن از فرزندانش را محمد نهاده و نام هیچ‌یک را علی ننهاده، دلیلی بر شباهت به محمد پدربزرگش و پیروی از سیاست‌های او می‌داند.
حسن و حسین تنها نوادگان مرد پیامبر بودند که نسل‌های بعدی از آن‌ها به‌وجود آمدند. ازاین‌رو، هر شخصی که می‌گوید نسب او به پیامبر می‌رسد، یا با حسن نسبت دارد یا با حسین. حسن و حسین از این نظر با برادرخوانده‌های خود، نظیر محمدِ حَنَفیّه، هم تفاوت دارند. شَهاری صَنعانی، از علمای زیدیه، ضمن تأیید روایتی از پیامبر اسلام که خلفای پس از خود را ۱۲ نفر از قریش گزارش کرده است، در توجیه و هماهنگی روایت با عقاید زیدیه، منظور از ۱۲ نفر را، ۱۲ نسل از نسل پیامبر دانسته است که ۶ نسل آن از حسن مجتبی و ۶ نسل دیگر از حسین بن علی بوده است. وی در جای دیگر، با اشاره به روایتی از محمد که امامان پس از پیامبر اسلام همگی از قریش هستند، فرزندان حسن و حسین بودن را شرطی از شروط امامت ذکر می‌کند. از میان فرزندان حسن، زید مأمور صدقات رسول خدا بود و در زندگی نود سالهٔ خود، مناصب حکومتی بسیاری را صاحب بود. حسن بن حسن ملقب به حسن مُثَنّیٰ نیز والی صدقات علی بن ابی‌طالب بود. از فرزندان حسن، چند تن در واقعهٔ کربلا نیز حضور داشته‌اند. عمرو، ابوبکر و قاسم از کشتگان نبرد کربلا به‌شمار رفته‌اند و حسن بن حسن نیز از مجروحان نبرد کربلا نام برده شده است. فرزندی دیگر به نام عبدالله اصغر به او نسبت داده‌اند که در کربلا در خردسالی کشته شد. عبدالرحمن نیز با حسین بن علی در سفر حج همراه بود و در ابواء از دنیا رفت. نسل حسن بن علی از چهار فرزندش، حسن، زید، عمرو و حسین اثرم امتداد یافت و بعدها نسل حسین اثرم و عمرو منقرض شد. اسامی همسران، کنیزان و فرزندان وی، به صورت تجمیعی از منابع، به شرح ذیل است:

## ویژگی‌های ظاهری و اخلاقی حسن

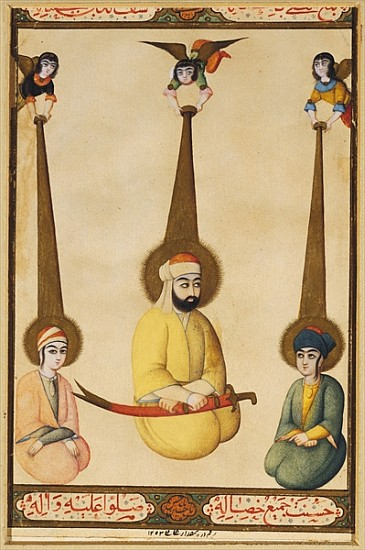
نگاره‌ای از سه امام اول شیعیان مربوط به ۱۸۳۷ میلادی

بر اساس روایتی که منابع شیعه و سنی گزارش کرده‌اند، حسن مجتبی از لحاظ ظاهری و اخلاقیات، به پیامبر شباهت داشت تا جایی که محمد در توصیفش گفته بود که تو از لحاظ خَلقی و خُلقی به من شباهت خواهی داشت. حسن در انجام واجبات شرعی بسیار کوشا بود و چندین بار با پای پیاده به حج رفت. بارزترین صفات اخلاقی وی، صبر و حلمش است. رفتار وی حتی در برابر آنان مورد اهانتش قرار می‌دادند، بزرگوارانه بوده است. روایت رفتار نامناسب فردی از اهالی شام با حسن و مشاهدهٔ برخورد حسن با آن مرد و پشیمانی‌اش از نحوهٔ برخورد خویش از این دست است. بردباری وی حتی در برابر دشمنانِ بنی‌هاشم نیز قابل مشاهده است مانند رفتاری که در برابر اهانت مروان بن حکم ابراز داشت. حاج‌منوچهری می‌گوید به‌نظر می‌رسد بردباری حسن در چنین مواردی ناشی از هوش و درک درست از موقعیت‌ها بوده است. وی شجاعت خویش را به‌خاطر فرزند علی بن ابی‌طالب بودن می‌داند و پدرش نیز شجاعت حسن را ستوده است. زهد و پارسایی‌اش به‌گونه‌ای بود که گزارش شده بارها تمام داراییَش را میان نیازمندان قسمت کرده است. او با شنیدن توصیف مرگ، حشر، قیامت و جهنم دگرگون می‌شد. باقر شریف قرشی، از میان صفاتِ اخلاقیِ حسن، بخشندگی، زهد، وقار، پرهیزکاری و اخلاق‌مداری وی را از منابع شیعه و سنی گزارش کرده است.

ویلفرد مادلونگ در دانشنامهٔ ایرانیکا بر این باور است که حسن، خلق و خوی محمد را داشت و از سیاست‌های پدرش علی انتقاد می‌کرد، اما حسین به پدرش شبیه بود و اینکه حسن دو تن از پسرانش را محمّد نامیده و هیچ‌کدام را علی نام ننهاده و اینکه حسین دو تن از چهار پسرش را علی نام نهاده و هیچ‌کدام را محمّد ننامیده دلیلی بر این مدعا می‌داند. برخلاف روحیهٔ صلح‌طلبیِ حسن، حسین روحیهٔ جنگجویی و حس غرورِ خانوادگیِ پدرش را داشت، گرچه توانایی جنگاوری و تجربهٔ آن را همانند پدرش نداشت. با اینکه علی حسن را برای خلیفه شدن بعد از خودش آموزش می‌داد اما به‌نظر می‌رسد که رفتارِ علی نسبت به حسین بیشتر آسان‌گیرانه و حمایت‌آمیز بوده است. رسول جعفریان روایاتی را که در آن حسین شبیه علی و حسن شبیه محمد معرفی شده، جعلی می‌داند و به‌گفتهٔ وی تصویر ارائه‌شده در این روایات می‌توانست به‌منظور تخریب چهرهٔ علی و عاشورا باشد و به کار کسانی بیاید که طرفدار گرایش‌های عثمانیه بودند. سید محمدحسین طباطبایی، مفسر و فیلسوف شیعه، دربارهٔ مقایسه رفتار حسن بن علی و حسین بن علی می‌نویسد:

و از اینجا روشن می‌شود که آنچه برخی از مفسرین حوادث گفته‌اند که این دو پیشوا (امام حسن و امام حسین) دو سلیقهٔ مختلف داشتند و امام حسن مسلکِ صلح را می‌پسندید به خلاف امام حسین که جنگ را ترجیح می‌داد، [...] سخنی است نابجا؛ زیرا می‌بینیم همین امام حسین که یک روز زیر بار بیعت یزید نرفت، ده سال در حکومت معاویه مانند برادرش امام حسن (که او نیز ده سال با معاویه به‌سر برده بود) به‌سر برد و هرگز سر به مخالفت برنداشت.

## موقعیت علمی و روایی حسن
در منابع اهل سنت همچون الإصابه اثر ابن حجر عسقلانی که روایات حسن را در کنار محمد گزارش کرده، از وی به‌عنوان صحابهٔ پیامبر یاد شده است. بخش اصلی این احادیث، در قالب سیرهٔ پیامبر به‌جای مانده که بیشتر به‌صورت پرسش و پاسخ میان اصحاب حسن و وی دربارهٔ نحوهٔ عملکرد پیامبر مطرح می‌شده است. گاهی نیز حسن بدون اینکه کسی پرسش کند، بر اساس سیرهٔ پیامبر آموزش‌هایی داده که در منابع آمده است. افزون بر این‌ها، روایت‌های وی از پیامبر نیز در منابع اهل سنت و شیعه ذکر شده است که در فقه اسلامی کاربرد داشته است و فقیهانی از اهل سنت مانند شافعی از روایاتش در ابواب فقهی بهره‌برداری کرده‌اند. وی در عصر خلافت ابوبکر و عمر، به پاسخ‌دهی پرسش‌های فقهی و اعتقادی مردم می‌پرداخت. منابع شیعی، از پاسخ‌های حسن به پرسش‌هایی یاد کرده‌اند که خلفا از پاسخ به آن درمانده بودند.
از منظر رجالی–تاریخی وی در جایگاه صحابی پیامبر و علی بن ابی‌طالب قرار دارد. منابع اهل سنت با موضوع به‌روش اصحاب حدیثی رفتار کرده‌اند و در طبقه‌بندی‌ای به‌سبک محدثان و در تقسیم‌بندی سنتی استادان و شاگردان، علی بن ابی‌طالب و فاطمه زهرا را در زمرهٔ استادان حسن یاد کرده‌اند؛ آنچنان‌که ابن عساکر در تاریخ مدینة دمشق نیز از چنین روشی بهره برده است. تعالیم حسن از جد و پدرش در مباحث مختلف به‌ویژه در منابع شیعی بسیار نمود یافته و سلسلهٔ روایت از شاگردان حسین و انتقال علم امامت در قالب مفهوم وصایت و امامت از آدم تا خاتم و سپس تا مهدی مورد بحث واقع شده است.
از سوی دیگر در منابع رجال و مانند آن، فهرستی از افراد روایت‌کننده از وی ذکر شده که دربردارندهٔ گروه‌های مختلفی به‌ویژه صحابهٔ صِغار و نسل اول تابعین هستند. در منابع اهل سنت، حسن مثنی، سجاد، محمد باقر، عبدالله فرزند سجاد، عایشه، عَکرَمه، ابن سیرین، جُبَیْر بن نُفَیر، هیبرة بن یریم، سفیان بن لیل و اَبوالْحَوْراء رَبیعة بن شیبان سعدی به‌عنوان راویان وی شمرده شده‌اند. در این میان، علاوه بر حسن مُثَنّیٰ، ابوالحوراء بیشترین روایت را نقل کرده است. گروهی دیگر از یاران حسن کسانی بوده‌اند که در زمرهٔ اصحاب و معاصرانش قرار، و صرفاً نزد او حضور داشته‌اند یا گونه‌ای ارتباط میان‌شان بوده است. برخی از این اشخاص عبارتند از: جابر بن عبدالله انصاری، حسن بصری، ابن‌عباس، حارث همدانی، شریح قاضی، حذیفة بن اسید، حبیب بن مظاهر و سلیمان بن صرد که برخی از صحابه و برخی از تابعین بوده‌اند.
بنابر گزارش منابع شیعی، اصحاب حسن مجتبی و راویانی که از او نقل روایت کرده‌اند بالغ بر ۱۳۰ تن هستند. از اصحاب علی بن ابی‌طالب که از حسن نیز نقل روایت داشته‌اند می‌توان به احنف بن قیس، اصبغ بن نباته، اشعث بن سوار، جابر بن عبدالله انصاری، سلیم بن قیس هلالی، قیس بن عباد، کمیل بن زیاد، مسلم بن عقیل، رشید هجری، جارود بن ابی‌بشیر، ظالم بن عمرو و جارود بن منذر اشاره کرد. عطاردی در مسند امام حسن، ۱۳۸ نفر از راویان نقل کننده روایت از حسن مجتبی را گزارش می‌کند که مشهورترین آنها عبارتند از: عبدالرحمن بن ابی‌لیلی، احمد بن عیسی علوی، جندب بن جناده، محمد بن سیرین، وکیع بن جراح، ابومخنف و حسن بن زید. از میان شاگردان حسن مجتبی که در منابع رجالی شیعه به ثقه بودن آنان تصریح شده باشد، می‌توان به ابوالاحوص، حسن بن زید، حسن بن سعد، خیثمه بن ابی خیثمه، احمد بن عیسی علوی، اسماعیل بن ابی خالد، زید بن وهب جهنی و ابواسحاق بیعی اشاره کرد.

## آثار
از حسن بن علی روایات، خطبه‌ها و نامه‌هایی به‌جا مانده که در منابع اهل سنت و شیعه موجود است. روایات پراکندهٔ وی دربردارندهٔ بیان سیرهٔ پیامبر اسلام، علی بن ابی‌طالب و فاطمه زهرا، جایگاه اهل بیت و امامان شیعه است. روایات وی در مجموعه‌هایی با عنوان «مُسنَدُ الْحَسَن» یا «حَدیثُ الْحَسَن» در ضمن مجموعه‌های حدیثی گردآوری شده است. نمونهٔ آن روایات ابوالحوراء در مسند احمد بن حنبل و المعجم الکبیر طبرانی است. در عصر حاضر عزیزالله عطاردی مُسنَدُ الإمامِ الْمُجْتَبیٰ أبی مُحَمَّدِ الْحَسَنِ بنِ علی را گردآوری کرده است.
در دستهٔ خطبه‌های حسن بن علی، خطبه‌های وی دربارهٔ رخدادهای پس از کشته شدن علی بن ابی‌طالب است. بخش دیگر نیز شامل سخنان وی در برابر معاویه و بزرگان قوم است که به‌ویژه موضوعات سیاسی، خلافت و موارد منتهی به صلح است. بیشترین حجم آثار به‌جای‌مانده از حسن بن علی، به خطبه‌های وی تعلق دارد. زمینهٔ بیان خطبه‌ها، پاسخ به درخواست اصحاب برای توصیف و تبیین موضوعی اعتقادی، وعظ و ارشاد، ترغیب مردم به جنگ و توصیف اهل بیت و بیان جایگاه آنان است. وصیت وی به برادرش حسین، به‌ویژه در هنگام وفات در منابع آمده که در آن‌ها نیز تلاش کرده تا جایگاه اهل بیت را تبیین کند. نامه‌های حسن بن علی به اشخاص سیاسی، عالمان، والیان سرزمین‌های اسلامی و دیگران بخشی دیگر از آثار به‌جامانده از وی است. نامه‌های حسن به معاویه پس از کشته شدن علی بن ابی‌طالب و نامه‌ای دربارهٔ رویدادهای مربوط به صلح، از نمونه‌هایی است که بیان‌کنندهٔ مواضع اعتقادی و سیاسی اوست. نیز نامه‌های خطاب به عمروعاص و زیاد بن ابیه و توصیهٔ آنان به بازگشت به مسیر عدالت موجود است. جز این موارد، برخی جملات کوتاه دربارهٔ مباحثی مانند عقل و دانش، ارتباط با عالمان، دوستی اهل بیت، صفات اخلاقی و انسانی مانند جود و کرم موجود است که در منابع به‌ویژه تحف‌العقول ابن شعبهٔ حرانی آمده است.

## حسن در قرآن و حدیث

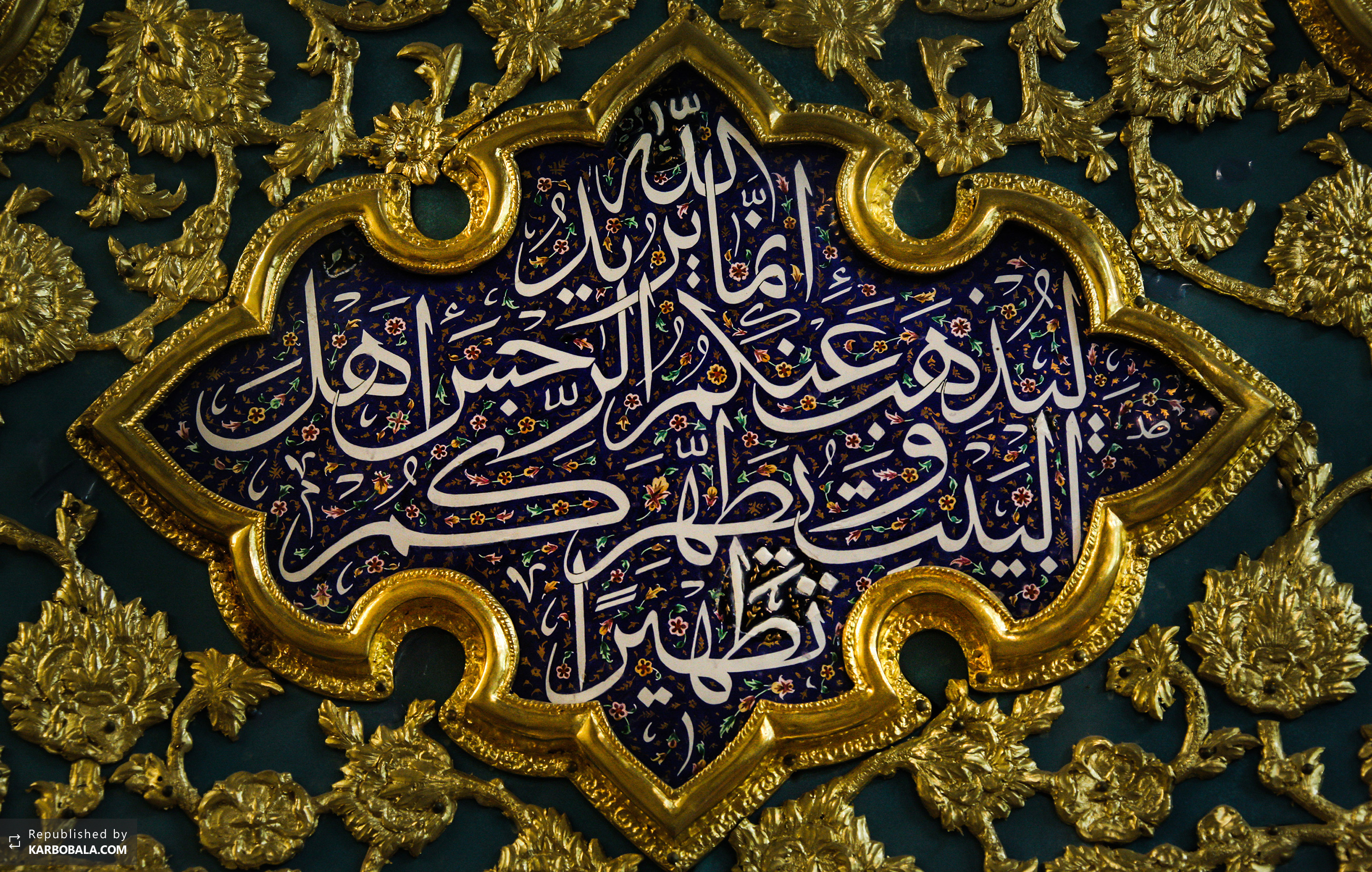
تایپوگرافی «آیه تطهیر»، از آیات در شأن حسن و حسین، منقش بر درب حرم امام حسین در کربلا

### آیات مرتبط با حسن
بسیاری از مفسّران اهل سنت و شیعه مانند فخر رازی و سید محمدحسین طباطبایی، در تفسیر سوره انسان و آیات مشهور به آیه اطعام، شأن نزول آن را مرتبط با علی و فاطمه و داستان بیماری فرزند یا فرزندانشان و نذر برای بهبودیشان برمی‌شمارند. در این باره ثعلبی، از مفسران و امامان اهل حدیث اهل سنت، در تفسیر خود بر این باور است که آیات پنجم تا دهم سوره و بلکه تمام سوره انسان؛ در شأن اهل بیت نازل شده است. به گفته مفسر شیعه طبرسی، اکثر مفسران اجماع کرده‌اند که مقصود از «ابرار» در این سوره، علی، فاطمه و حسنین هستند.
به‌نوشتهٔ سید محمدحسین طباطبایی، در تفسیر المیزان، رویداد مُباهِله بیانگر ماجرای رویارویی پیامبر اسلام و اهل بیتش از یک‌سو و مسیحیان نَجران از دیگرسو است. طباطبایی می‌گوید که بنابر روایات، مقصود از ابناءنا در آیهٔ مباهله حسن و حسین بوده‌اند. بسیاری از مفسران اهل سنت نظیر فخر رازی، ابن کثیر و سیوطی نیز بیان کرده‌اند که منظور از افراد در آیه ۶۱ آل‌عمران (مشهور به آیه مباهله)، علی، فاطمه، حسن و حسین هستند.
طباطبایی در تفسیر آیه ۳۳ احزاب مشهور به آیهٔ تطهیر در المیزان، مخاطب این آیه را اصحاب کسا می‌داند و به احادیث آن که تعداد آن‌ها بیش از هفتاد حدیث است و بیشتر از طریق اهل سنّت هستند اشاره می‌کند. برخی مفسران اهل سنت ازجمله فخر رازی و ابن کثیر نیز در تفسیر خود ضمن بیان روایات مختلف دربارهٔ مصداق اهل بیت در این آیه، علی، فاطمه، حسن و حسین را از مصادیقش می‌شمارند.

در توضیح و تفسیر آیهٔ ۲۳ سورهٔ شُوریٰ مشهور به آیه مودت، طباطبایی در المیزان ضمن گزارش و نقد گفته‌های مختلف مفسران، گفته است که مقصود از «مَوَدَّتِ قُربیٰ»، محبّت اهل بیت محمّد؛ یعنی علی، فاطمه، حسن و حسین است. او در ادامه، روایات گوناگونی از اهل سنت و شیعه را آورده است که این موضوع را تصریح کرده‌اند. مفسران اهل سنت همچون فخر رازی و ابن کثیر نیز به این موضوع اشاره کرده‌اند.

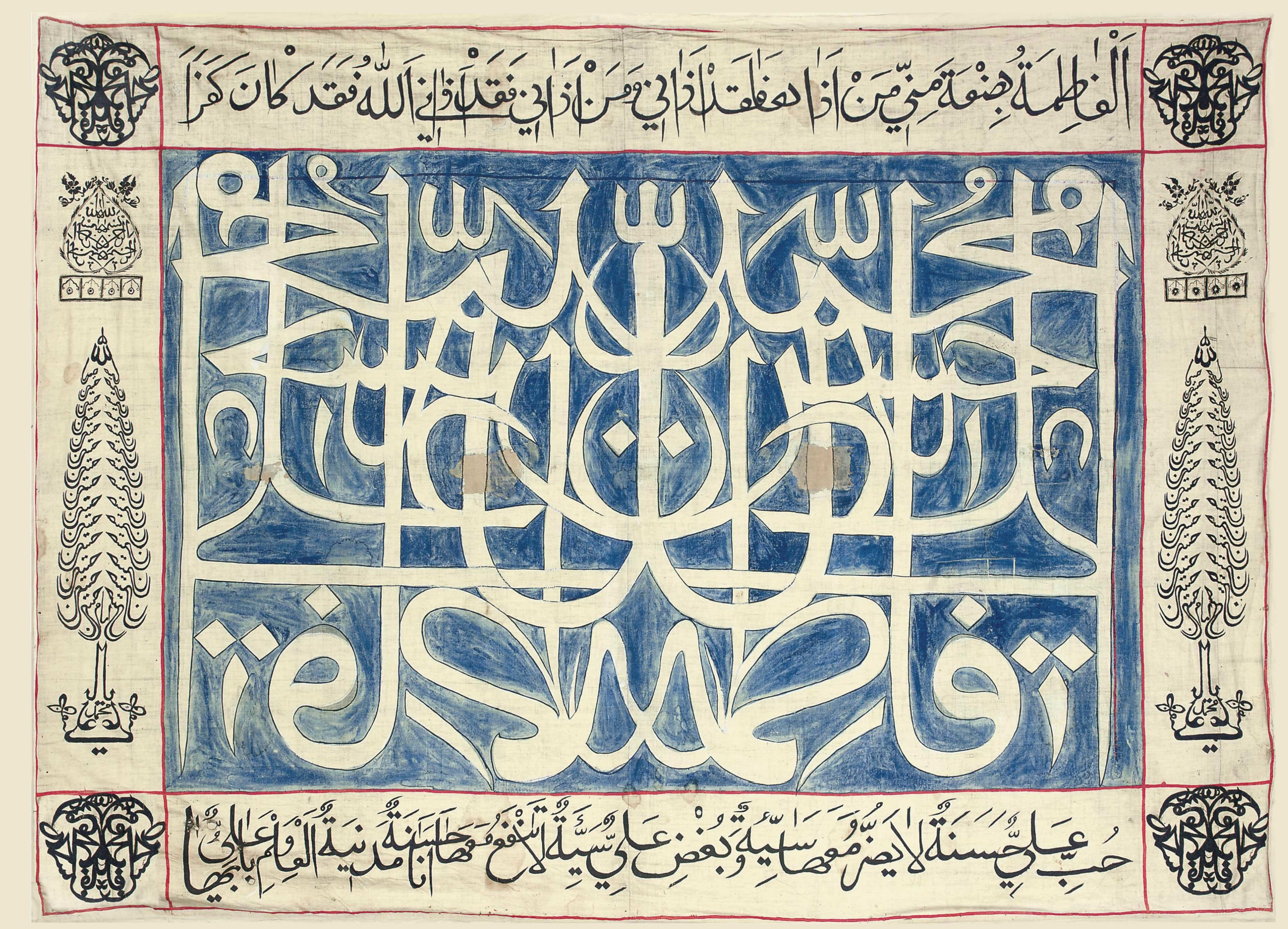
خط‌نقاشیِ نام آل کسا و دو حدیث از پیامبر اسلام روی پارچه، احتمالاً متعلّق به ایران یا آسیای مرکزی، سدهٔ سیزده ه‍. ش

### در سیرهٔ پیامبر اسلام
با بررسی روایات بسیاری از پیامبر اسلام دربارهٔ حسن، دیدگاه پیامبر نسبت به وی به‌عنوان شخصی اثرگذار در آیندهٔ جامعه اسلامی و مسلمانان به‌دست می‌آید. این روایات دربردارندهٔ ابراز علاقهٔ پیامبر نسبت به حسن نیز هستند که نشان‌دهندهٔ جایگاه وی نزد پیامبر اسلام است. در یکی از مهم‌ترین این روایات، پیامبر حسن را فرزند خویش نامیده و دوستدارانش را دوست خویش می‌داند. در روایتی دیگر، در کنار این ابراز علاقه، دوستداری حسن و دوستداران وی را از خداوند طلب می‌کند. گاهی نیز در کنار نام حسین، با ابراز علاقه به هر دو، حسن را از خویش و حسین را از علی بن ابی‌طالب می‌داند. در روایتی دیگر آمده که خداوند به دست حسن میان دو گروه از مبتلایان به فتنه، صلح برپا می‌کند؛ این‌گونه حسن آشتی‌دهنده‌ای نمایانده شده که حجّت خدا بین امّت است و پیروی از وی، پیروی از کلام پیامبر. بر اساس روایتی، پیامبر اسلام حسن را در صفت عقل ستوده است و درباره‌اش گفته: «اگر عقل به شمایل مردی درمی‌آمد، به شکل حسن می‌بود.» در گروهی دیگر از روایاتِ مربوط به حسنین، به‌همراه حسین، «سرور جوانان اهل بهشت» معرفی شده است. حضور اجتماعی حسنین با توجه به سن کم‌شان در زمان پیامبر، نشان‌دهندهٔ هدف پیامبر در تثبیت جایگاه تاریخی–اجتماعی ایشان است. درک این موضوع با توجه به روایات دربارهٔ امامت ایشان در همه حال — چه قعود و چه قیام — و حضورشان در کنار پیامبر اسلام در قیامت بیشتر امکان‌پذیر است.

## دیدگاه‌های مذاهب اسلامی دربارهٔ حسن

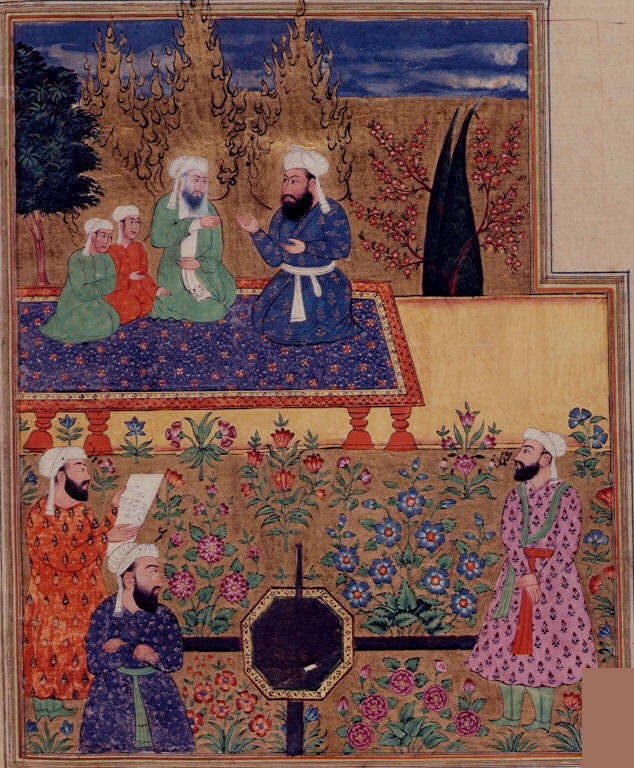
نگاره مینیاتور از پیامبر اسلام، علی، حسن و حسین در بهشت (عمر، عثمان و ابوبکر در پیش زمینه) متعلق به سال ۱۶۸۶ میلادی

صلح حسن و معاویه از موضوعاتی است که در فرایند کلام اسلامی اثر گذاشته است. به‌گزارش ابوالحسین محمد ملطی (د. ۳۷۷ ه‍.ق) از متکلمان اشعری، پس از صلح، گروهی از یاران علی بن ابی‌طالب و از اهل جدل و تمییز و نظر و استنباط و حجج، گوشه‌نشینی کرده و در خانه و مسجد عزلت گزیدند و گفتند به علم و عبادت می‌پردازند و ازهمین‌رو معتزله نام گرفتند. اصول خمسهٔ معتزله همان است که این گروه به آن باور داشتند. سعد بن عبدالله اشعری نیز گزارش می‌کند پس از کشته شدن حسین بن علی، گروهی از شیعیان با قیاس صلح حسن و قیام حسین، از علت این تفاوت در رفتارِ دو امام معصوم درماندند و از تشیع خارج شدند. مباحثات کلامی دربارهٔ صلح حسن بن علی، دو رویکرد شیعی و غیرشیعی را دربردارد که هر رویکرد به طریقی ویژه این مسئله را تبیین می‌کند.

### دیدگاه معتزله
صلح حسن بن علی سبب شد تا در میان فرقه‌هایی که امامت را به اختیار و بیعت اهل حل و عقد درست می‌دانستند، مباحثاتی دربارهٔ امکان و شرایط خلع امام از امامت به‌وجود آید. نتایج این مباحثات با مسئلهٔ مشروعیت خلافت معاویه مرتبط است. متکلمان معتزلی که با توجه به مبانی اعتقادات خود، معاویه را در مقام امام به‌رسمیت نمی‌شناختند، با دلایلی بیان کرده‌اند که حسن بن علی پس از صلح، بر مقام امامت خویش باقی بوده است. در برابر این رویکرد، متکلمان اهل سنت که خلافت معاویه را دارای رسمیت می‌دانستند، صلح حسن بن علی را کناره‌گیری وی از مقام امامت در نظر گرفته‌اند و معاویه را در مقام خلیفه به‌رسمیت شناخته‌اند.
بنا به گزارش‌های موجود از معتزلهٔ بصری، دیدگاه معتزله مشروعیت امامت حسن بن علی و حسین بن علی و عدم مشروعیت خلافت معاویه است. اینان اعتقاد داشتند که صلح حسن، سبب خلع وی از امامت نمی‌شود. به‌باور این گروه، هرگاه پس از احراز مقام امامت در امام و بیعت مردم با وی، امام عمل نادرستی انجام دهد چنان‌که به‌سبب آن شایستگی امامت را از دست بدهد و از عمل خویش نیز اظهار ندامت و توبه نکند، می‌توان وی را امام ندانست؛ درغیراین‌صورت، امام حق ندارد از مقام خویش کناره‌گیری کند یا با فرد دیگری بیعت نماید. مردم نیز نباید بدون برهان، امام را واگذارند و با فرد دیگری بیعت کنند. به‌اعتقاد قاضی عبدالجبار از متکلمان معتزلی، حسن بن علی بنا به اجتهاد خویش به این نتیجه رسید که اگر با معاویه وارد جنگ شود، یارانش وی را رها کردند و به او کمک نخواهند کرد؛ بنابراین در صلح حسن با معاویه، عمل نادرستی رخ نداده است و وی بنا به اضطرار و ترس به صلح با معاویه وادار شد و چنانچه عوامل ترس و اضطرار رفع می‌شد، وی صلح را رها کرده است و بی‌نیاز به بیعت دوباره با مردم امامت خویش را ادامه می‌داد.
به‌باور ابوعلی جبایی دیگر متکلم معتزلی بیعت حسن بن علی با معاویه در «حد اکراه» انجام شد؛ چراکه ترس از غلبهٔ سپاه شام و کشتار سبب شد تا حسن راهی جز بیعت نداشته باشد. جبایی معتقد است درصورت به حد اکراه رسیدن بیعت به‌خاطر فشار و اجبار، بیعت و عدم بیعت برابر بوده و دارای اعتبار نیست؛ آنچنانکه اگر فردی برای حفظ جان، کفر بر زبان آورد، کافر نخواهد شد، امام هم می‌تواند بیعت را بر زبان آورد اما در دل به آن بی‌اعتقاد باشد. جبایی می‌افزاید کسانی مانند سعد بن ابی‌وقاص، سعید بن زید و عبدالله بن عمر نیز اینچنین با معاویه بیعت کردند؛ و نیز به‌خاطر تغییر نکردن شرایط تا زمان درگذشت حسن بن علی، وی امکان بازیابی قدرت سیاسی را نیافت. ابن ملاحمی از شاگردان ابوالحسین بصری معتزلی، در تأیید در حد اکراه بودن بیعت حسن بن علی با معاویه می‌گوید چطور می‌توان تصور کرد حسن بن علی که برای بیعت گرفتن از معاویه وارد جنگ با وی شد، بدون اکراه حاضر به بیعت و تسلیم قدرت به معاویه شده باشد.

### دیدگاه اهل سنت
از سوی دیگر اهل سنت با استناد به حدیثی از پیامبر اسلام دربارهٔ برپا شدن صلح میان دو دستهٔ بزرگ توسط حسن بن علی، صلح وی را تأیید می‌کنند. اینان با مشروعیت بخشیدن به خلافت معاویه، صلح حسن را خلع خودخواسته و کناره‌گیری وی از خلافت و امامت می‌دانند و در دلیل آن، عمل حسن بن علی را سبب خشنودی خدا ذکر کرده‌اند؛ آنچنانکه برای تاریخ صلح حسن بن علی، از عبارت «عام الجماعة» استفاده می‌کنند. از نظر اهل سنت، مردم اجازه ندارند امام را خلع کنند و خود امام درصورت علم به تشتت و ضعف امور مسلمانان بر اثر کناره‌گیری وی از امامت، حق این کار را نخواهد داشت. اهل سنت بر این باورند که اگر امام بداند کناره‌گیری از امامت و خلافت، به صلاح مسلمانان بوده و مانع کشتار آنان می‌شود، می‌تواند از مقام خویش کناره بگیرد. این برداشت به این معنی است که حسن بن علی به‌خاطر عدم یاری از سوی مردم حاضر به صلح نشد، بلکه با اختیار صلح را بر جنگ مرجح دانست.
گروهی از اهل سنت مانند ابن حَجَر هِیتَمی، ابن کثیر، مناوی، قاضی عیاض و ابوبکر بن العربی، به روایتی از پیامبر اسلام استناد کرده‌اند که در آن پیامبر خلافت پس از خویش را سی سال پیش‌بینی، و پس از آن به پدید آمدنِ سلطنت و پادشاهی در اسلام اشاره کرده است؛ و خلافت چند ماههٔ حسن بن علی را تکمیل‌کنندهٔ سی سالهٔ حکومت خلفای راشدین دانسته‌اند. بر همین اساس حسن بن علی توسط گروهی از دانشمندان اهل سنت از خلفای راشدین محسوب شده است.

### دیدگاه شیعه

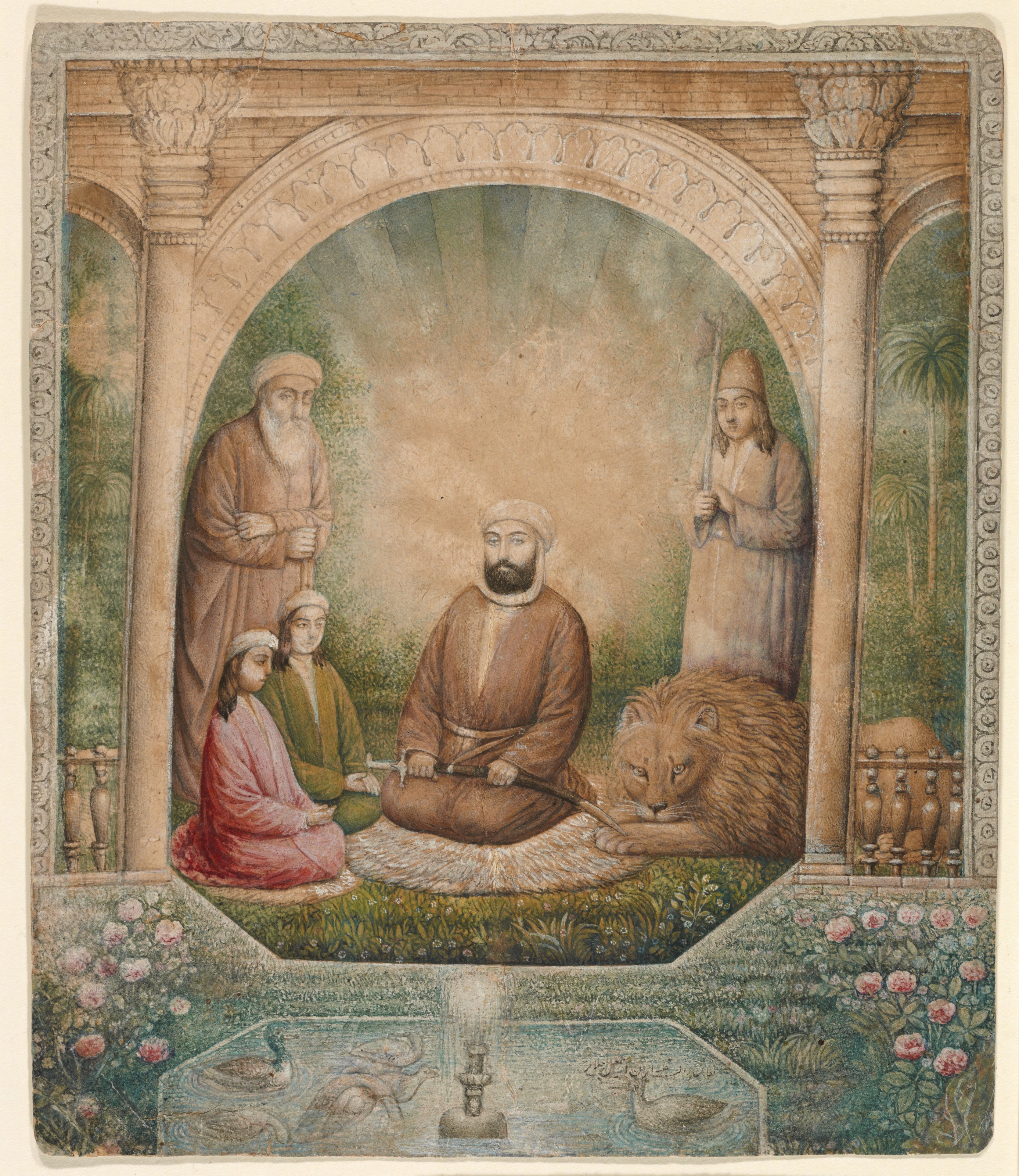
تصویرگری از علی بن ابی‌طالب به همراه حسن و حسین در کنارشان یکی از اقطاب صوفیه (نورعلیشاه نعمت‌اللهی)

حاج‌منوچهری می‌گوید حسن در منظر شیعه به‌عنوان انتقال‌دهندهٔ امامت و وصایت مطرح است؛ رابطهٔ وی با علی بن ابی‌طالب نه به‌عنوان پدر و فرزند، بلکه در جایگاه دو شخصیت اثرگذارِ تاریخ اسلام که معصوم و امام شیعه بوده‌اند، دارای اهمیت است. او در رابطه با علی بن ابی‌طالب، بروز عملی مفهوم وصایت و سبب ترویجِ علمِ علوی به‌وسیلهٔ تبیین سلسلهٔ وصایت است. شیعه بر این اعتقاد است که امامت حسن بن علی بنا بر نص از سوی پیامبر و علی بن ابی‌طالب است و ضمن تأیید صلح وی، کناره‌گیری‌اش از مقام سیاسی را آسیب‌زننده به مقام امامت وی نمی‌دانند و او تا پایان زندگی و انتقال امامت به حسین بن علی، امام مفترض‌الطاعه بوده است. شیعه معتقد است که امامت حسن بن علی به اختیار مردم نبوده است و اصولاً امامت از طریق بیعت با فرد دیگر یا کناره‌گیری خودخواستهٔ امام، به فرد دیگری انتقال نمی‌یابد. آنچنانکه قاضی نعمان، متکلم اسماعیلی، بر این باور بوده است.
متکلمان شیعه، دربارهٔ علت صلح حسن بن علی، به بررسی و بیان رویدادهای منجر به صلح می‌پردازند و گسستگی سپاه و تنها گذاشتن حسن بن علی از سوی یاران و نیز غارت اموال و سوءقصد به جان وی را از دلایل آن برمی‌شمرند. افزون بر این‌ها، ویژگی عصمت برای امام، دلیل دیگری از سوی شیعه مبنی بر درستی کار حسن بن علی بیان شده است. به‌باور سید مرتضی، حسن بن علی با اکراه و در حد «الجاء» به صلح تن داد. عامل اکراه، سبب تعبیر عمل حسن بن علی به تقیه از سوی شیعه شد؛ و نیز بیعت حسن بن علی به‌معنای رضایت وی بر پایان جنگ در نظر گرفته شد. ازاین‌رو متکلمان شیعی، صلح حسن بن علی را با واژگانی مانند «مهادنه و معاهده» به معنی پذیرش متارکهٔ جنگ تعبیر کرده‌اند. محمد بن بحر شیبانی در الفروق بین الاباطیل و الحقوق بیان می‌کند مصالحهٔ حسن بن علی از دیدگاه «اهل تمییز و تحصیل»، مهادنه و معاهده نام دارد. وی می‌گوید اینکه به نقل از منابع، معاویه به هیچ‌کدام از مواد «معاهدات» عمل نکرد، نشان‌دهندهٔ معاهده بودنِ این مصالحه است و نه بیعت بودنِ آن. ازاین‌رو این صلح سبب رسیدن معاویه به مقامی بالاتر از امام نبود تا اینکه اطاعت از وی بر حسن بن علی لازم باشد. شروط تعیین‌شده از سوی حسن بن علی دلیلی بر این گفته است. شیبانی ادامه می‌دهد اینکه از شروط حسن بن علی از معاویه خواست تا خود را «امیرالمؤمنین» ننامد، دلیل بر این است که حسن بن علی معاویه را شایستهٔ خلافت نمی‌دانست؛ و نیز شرط دیگر دربارهٔ عدم اقامهٔ شهادت در حضور معاویه، به این معناست که نزد حسن بن علی، معاویه جایگاهی مانند کارگزاران و والیان حسن بن علی نیز نداشت، چراکه اقامهٔ شهادت در حضور کارگزاران حسن بن علی انجام می‌شد، اما وی شرط کرد که در حضور معاویه شهادتی صورت نگیرد. نیز هنگامی‌که معاویه از حسن برای همراهی در جنگ با خوارج دعوت کرد، حسن بن علی آن را نپذیرفت که نشان‌دهندهٔ این است که حسن بن علی برای معاویه خلافت و امارتی قائل تبود.
از دیدگاه شیعیان اسماعیلی، حسن مجتبی دومین امام در سلسله ششم از امامان است. در تقسیم‌بندی جایگاه امام در اعتقادات شیعیان اسماعیلی، حسن بن علی امام مستودع محسوب می‌شود که حق انتخاب امام بعدی را ندارد و تنها به جهت فضیلتش بر سایر فرزندان امام قبلی، به امامت منصوب شده است. پس از حسن مجتبی، حسین بن علی امام مستقر است و به همین جهت امامت در نسل حسن مجتبی در جریان نبوده است. به گزارش اشعری، اسماعیلیان قرامطه، حسن بن علی را امام مستودع ندانسته و امامت حسین را به نص حسن می‌دانند.
از دیدگاه زیدیه، اینکه حسن بن علی در «عام الجماعة» امر را به معاویه واگذارد، صحیح بود و دلیل آن تنها ماندن حسن بن علی و ضعف آنان، واجب بود تا حسن بن علی صلح را بپذیرد و در واقع وی از معاویه جانب‌داری نکرد. ناصر لدین الله ابراهیم مؤیدی (د. ۱۰۸۳ ه‍.ق) در اثبات صحت صلح حسن بن علی، نمونه‌های از سنت پیامبر اسلام در صلح حدیبیه می‌آورد. او ادامه می‌دهد از شروط تعیین‌شده از سوی حسن بن علی این بود که معاویه حق تعیین جانشین برای خویش را ندارد، اما معاویه به این شرط عمل نکرد. مؤیدی می‌گوید بطلان امامت تنها در صورتی است که در شروط امامت خللی وارد شود یا امام مرتکب «حدث» — به‌معنای خطای بزرگ و بدعت — شود به‌گونه‌ای که نتوان وی را امام دانست؛ اما حسن بن علی در معاهده با معاویه هیچ‌گاه به چنین مواردی دست نزد تا بتوان امامتش را باطل دانست. علاوه بر این‌ها، معاویه به‌خاطر گردنکشی، ظالم دانسته می‌شود و با توجه به آیهٔ «... لا یَنالُ عَهْدِی الظّالِمینَ» واجد امامت نیست.
سید محمدحسین طباطبایی با اشاره به این‌که حسین بن علی نیز در دوران حکومت معاویه صلح را بر جنگ برگزید می‌نویسد:

... حقاً اگر امام حسن یا امام حسین با معاویه می‌جنگیدند کشته می‌شدند و برای اسلام کمترین سودی نمی‌بخشید و در برابر سیاستِ حق‌به‌جانبیِ معاویه، که خود را صحابی و کاتب وحی و «خال‌المؤمنین» معرفی کرده و هر دسیسه را به‌کار می‌برد، تأثیری نداشت. گذشته از اینکه با تمهیدی که داشت می‌توانست آنان را به‌دست کسان خودشان بکشد و خود به عزای‌شان نشسته به مقام خون‌خواهی بیاید چنان‌که با خلیفهٔ سوم نظیر همین معامله را کرد.
از دیگر ارکان امامت در نظر شیعیان، علم است. از حسن مجتبی در این‌باره خطبه‌ها و سخنان حکمت‌آمیزِ بسیاری گزارش شده است. شیعیان امامان را وارثانِ علم پیامبر اسلام می‌دانند. در منابع از تمهیدات برای اثبات علمِ حسن توسط علی بن ابی‌طالب سخن به میان آمده است. یکی از این تدابیر، برگزاریِ مجالسِ پرسش و پاسخ و پرسیدن پرسش‌های سخت و پیچیده از حسن — که در آن دوران کودکی خردسال بود — گزارش شده است.

## حسن در هنر و ادبیات

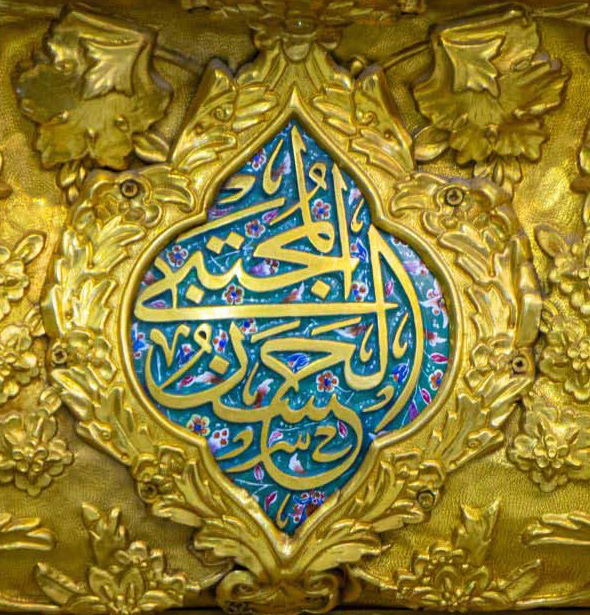
تایپوگرافی نام حسن مجتبی بر ضریح برادرش حسین بن علی در کربلا

### آثار ادبی
در نظم و نثر ادبیات فارسی، وصف حسن بن علی با الهام از زندگی و شخصیت وی شایان توجه است. در آثار منثورِ تاریخی، تفسیری، عرفانی و ادبیِ فارسی، گزارش‌هایی ادبی از ابعاد گوناگون زندگی حسن مجتبی وجود دارد. این آثار را می‌توان در دو دستهٔ متون تاریخی–تفسیری و متون عرفانی–ادبی بخش بست. در دستهٔ اول گزارش‌هایی ادبی از زندگی حسن بن علی، امامت و صلح وی با معاویه و درگذشتش آمده است. در دستهٔ دوم گزارش‌هایی است که بیان‌کنندهٔ فضائل حسن مجتبی و نمایش جایگاه دنیوی و اخروی‌اش است.
در متون منظوم ادب فارسی، از روزگار سنایی تا دوران معاصر سرایندگان به بیان شاعرانهٔ زندگی و سیرهٔ حسن بن علی پرداخته‌اند. مضامینی که در این آثار مطرح است عبارتند از: محبوبیت نزد پیامبر، توصیف فضائل حسن بن علی، مظلومیت و درگذشتش. برخی از شاعران عبارتند از: سنایی غزنوی در حدیقةالحقیقة، عطار در مصیبت‌نامه، قوامی رازی، مولوی، علاءالدوله سمنانی، ابن یمین، خواجوی کرمانی، سلمان ساوجی، حزین لاهیجی، نظیری نیشابوری، وصال شیرازی، ادیب‌الممالک فراهانی.

### آثار نمایشی
در سال ۱۳۷۵، سریالی با نام تنهاترین سردار به کارگردانی مهدی فخیم‌زاده، به روی آنتن شبکه یک صداوسیمای جمهوری اسلامی ایران رفت. این سریال به روایت زندگی حسن مجتبی، قضیهٔ صلح او با معاویه و شرایط جامعهٔ اسلامی و شیعیان پس از کشته شدنش می‌پردازد. همچنین داوود میرباقری در سریال مختارنامه که به سال ۱۳۸۹ روی آنتن شبکه یک رفت، از وقایع منتهی به صلح حسن مجتبی یاد کرده و به ماجرای زخمی شدن وی در مدائن بر اثر سوء قصد به جانش، پرداخته است.
همچنین مجموعهٔ تلویزیونی معاویه و حسن و حسین سریال تلویزیونی است به کارگردانی عبدالباری ابوالخیر و با بودجه سه میلیون دلار است در کویت تولید و در ماه رمضان در سال ۲۰۱۰ به نمایش گذاشته شد. داستان این سریال دربارهٔ واقعه کربلا و کشته‌شدن حسین بن علی می‌باشد. برای نخستین بار در این سریال هنرپیشگان عرب، نقش حسن بن علی و حسین بن علی از امامان شیعه و از نوادگان محمد پیامبر اسلام را ایفا می‌کنند. این سریال با نام حسن و حسین توسط شبکه کلمه برای مخاطبان فارسی‌زبان در ایران و افغانستان و تاجیکستان به زبان فارسی، دوبله و پخش شده است.

## منبع‌شناسی